# Clasificarea Regnului Plantae după Al. Beldie 1977

## Regn Plantae
Acest articolul este o sinteză a lucrării Flora României, Determinator ilustrat al plantelor vasculare de Al. Beldie, publicat în Editura Academiei R.S.R. în anul 1977 vol. I și 1979 vol. II. În această lucrare se prezintă totalitatea genurilor de plante vasculare din flora României.

### Încrengătura Pteridophyta
| Plantae | Pteridophyta | - | Lycopsida   |   |                 |                             |    |
| Plantae | Pteridophyta | - | Lycopsida   | - | Lycopodiaceae   | 1. Huperzia (L.) Bernh.     | 1  |
| Plantae | Pteridophyta | - | Lycopsida   | - | Lycopodiaceae   | 2. Lycopodium L.            | 2  |
| Plantae | Pteridophyta | - | Lycopsida   | - | Selaginellaceae | Selaginella P.B. Struțușori | 3  |
| Plantae | Pteridophyta | - | Lycopsida   | - | Iscëtaceae      | Isoëtes L.                  | 4  |
| Plantae | Pteridophyta | - | Sphenopsida | - | Equisetaceae    | Equisetum L., Coada calului | 5  |
| Plantae | Pteridophyta | - | Filicopsida | - | Ophioglossaceae | 1. Ophioglossum L.          | 6  |
| Plantae | Pteridophyta | - | Filicopsida | - | Ophioglossaceae | 2. Botrychium Sw.           | 7  |
| Plantae | Pteridophyta | - | Filicopsida | - | Polypodiaceae   | 1. Cheilanthes, Schw.       | 8  |
| Plantae | Pteridophyta | - | Filicopsida | - | Polypodiaceae   | 2. Pteridium, Scop.         | 9  |
| Plantae | Pteridophyta | - | Filicopsida | - | Polypodiaceae   | 3. Cryptogramma A. Br.      | 10 |
| Plantae | Pteridophyta | - | Filicopsida | - | Polypodiaceae   | 4. Blechnum                 | 11 |
| Plantae | Pteridophyta | - | Filicopsida | - | Polypodiaceae   | 5. Phyllitis Hill           | 12 |
| Plantae | Pteridophyta | - | Filicopsida | - | Polypodiaceae   | 6. Asplenium L.             | 13 |
| Plantae | Pteridophyta | - | Filicopsida | - | Polypodiaceae   | 7. Ceterach A.P. Dc.        | 14 |
| Plantae | Pteridophyta | - | Filicopsida | - | Polypodiaceae   | 8. Athyrium Roth            | 15 |
| Plantae | Pteridophyta | - | Filicopsida | - | Polypodiaceae   | 9. Cystopteris Bernh        | 16 |
| Plantae | Pteridophyta | - | Filicopsida | - | Polypodiaceae   | 10. Woodsia R. Br.          | 17 |
| Plantae | Pteridophyta | - | Filicopsida | - | Polypodiaceae   | 11. Matteuccia Todaro       | 18 |
| Plantae | Pteridophyta | - | Filicopsida | - | Polypodiaceae   | 12. Dryopteris Adans.       | 19 |
| Plantae | Pteridophyta | - | Filicopsida | - | Polypodiaceae   | 13. Polystichum Roth        | 20 |
| Plantae | Pteridophyta | - | Filicopsida | - | Polypodiaceae   | 14. Polypodium L.           | 21 |
| Plantae | Pteridophyta | - | Filicopsida | - | Marsileaceae    | 1. Marsilea L.              | 22 |
| Plantae | Pteridophyta | - | Filicopsida | - | Marsileaceae    | 2. Pilularia L.             | 23 |
| Plantae | Pteridophyta | - | Filicopsida | - | Salviniaceae    | Salvinia Adans.             | 24 |
| Plantae | Pteridophyta | - | Filicopsida | - | Azollaceae      | Azola Lam.                  | 25 |

### Încrengătura Spermatophyta

#### Subîncrengătura Gymnospermae
| Regn    | Încrengătură  | Subîncrengătură | Clasă         | Ordin       | Familie      | Gen                          | .  |
| ------- | ------------- | --------------- | ------------- | ----------- | ------------ | ---------------------------- | -- |
| Plantae | Spermatophyta | Gimnosperme     | Coniferopsida | Coniferales | Pinaceae     | 1.Abies, Mill.               | 26 |
| Plantae | Spermatophyta | Gimnosperme     | Coniferopsida | Coniferales | Pinaceae     | 2.Pseudotsuga, Carr.         | 27 |
| Plantae | Spermatophyta | Gimnosperme     | Coniferopsida | Coniferales | Pinaceae     | 3.Picea, A. Dieter.          | 28 |
| Plantae | Spermatophyta | Gimnosperme     | Coniferopsida | Coniferales | Pinaceae     | 4.Larix, Mill.               | 29 |
| Plantae | Spermatophyta | Gimnosperme     | Coniferopsida | Coniferales | Pinaceae     | 5.Pinus, L.                  | 30 |
| Plantae | Spermatophyta | Gimnosperme     | Coniferopsida | Coniferales | Taxodiaceae  | Taxodium, C. M. Rich         | 31 |
| Plantae | Spermatophyta | Gimnosperme     | Coniferopsida | Coniferales | Cupressaceae | 1.Chamaecyparis, Spach       | 32 |
| Plantae | Spermatophyta | Gimnosperme     | Coniferopsida | Coniferales | Cupressaceae | 2.Thuja, Arborele vieții, L. | 33 |
| Plantae | Spermatophyta | Gimnosperme     | Coniferopsida | Coniferales | Cupressaceae | 3.Juniperus, L.              | 34 |
| Plantae | Spermatophyta | Gimnosperme     | Taxopsida     | Taxales     | Taxaceae     | Taxus, L.                    | 35 |
| Plantae | Spermatophyta | Gimnosperme     | Gnetopsida    | Gnetales    | Ephedraceae  | Ephedra, L.                  | 36 |

#### Subîncrengătura Angiospermae

##### Clasa Dicotyledoneae

###### Ordinele 1-25
| Regn    | Încrengătură  | Subîncrengătură | Clasă          | Ordin           | Familie                   | Gen                                                      | .         |
| ------- | ------------- | --------------- | -------------- | --------------- | ------------------------- | -------------------------------------------------------- | --------- |
| Plantae | Spermatophyta | Angiospermae    | Dicotyledoneae | Salicales       | Salicaceae                | 1.Salix, L., Salcie, Răchită                             | 37        |
| Plantae | Spermatophyta | Angiospermae    | Dicotyledoneae | Salicales       | Salicaceae                | 2.Populus L., Plop                                       | 38        |
| Plantae | Spermatophyta | Angiospermae    | Dicotyledoneae | Juglandales     | Juglandaceae              | Juglans L., Nuc                                          | 39        |
| Plantae | Spermatophyta | Angiospermae    | Dicotyledoneae | Fagales         | Betulaceae                | 1.Betula L., Mesteacăn                                   | 40        |
| Plantae | Spermatophyta | Angiospermae    | Dicotyledoneae | Fagales         | Betulaceae                | 2.Alnus Mill. Anin                                       | 41        |
| Plantae | Spermatophyta | Angiospermae    | Dicotyledoneae | Fagales         | Corylaceae                | 1.Carpinus L.                                            | 42        |
| Plantae | Spermatophyta | Angiospermae    | Dicotyledoneae | Fagales         | Corylaceae                | 2.Corylus L.                                             | 43        |
| Plantae | Spermatophyta | Angiospermae    | Dicotyledoneae | Fagales         | Fagaceae                  | 1.Fagus L., Fag                                          | 44        |
| Plantae | Spermatophyta | Angiospermae    | Dicotyledoneae | Fagales         | Fagaceae                  | 2.Castanea Mill.                                         | 45        |
| Plantae | Spermatophyta | Angiospermae    | Dicotyledoneae | Fagales         | Fagaceae                  | 3.Quercus L.                                             | 46        |
| Plantae | Spermatophyta | Angiospermae    | Dicotyledoneae | Urticales       | Ulmaceae                  | 1.Ulmus L.                                               | 47        |
| Plantae | Spermatophyta | Angiospermae    | Dicotyledoneae | Urticales       | Ulmaceae                  | 2.Celtis L. Sâmbovină                                    | 48        |
| Plantae | Spermatophyta | Angiospermae    | Dicotyledoneae | Urticales       | Moraceae                  | 3.Morus L., Dud                                          | 49        |
| Plantae | Spermatophyta | Angiospermae    | Dicotyledoneae | Urticales       | Moraceae                  | 4.Maclura Nutt.                                          | 50        |
| Plantae | Spermatophyta | Angiospermae    | Dicotyledoneae | Urticales       | Moraceae                  | 5.Ficus L.                                               | 51        |
| Plantae | Spermatophyta | Angiospermae    | Dicotyledoneae | Urticales       | Cannabaceae               | 1.Humulus L.                                             | 52        |
| Plantae | Spermatophyta | Angiospermae    | Dicotyledoneae | Urticales       | Cannabaceae               | 2.Cannabis L.                                            | 53        |
| Plantae | Spermatophyta | Angiospermae    | Dicotyledoneae | Urticales       | Urticaceae                | 1.Urtica L.                                              | 54        |
| Plantae | Spermatophyta | Angiospermae    | Dicotyledoneae | Urticales       | Urticaceae                | 2.Parietaria L. Paracherniță                             | 55        |
| Plantae | Spermatophyta | Angiospermae    | Dicotyledoneae | Santalales      | Satalaceae                | 1.Comandra Nutt.                                         | 56        |
| Plantae | Spermatophyta | Angiospermae    | Dicotyledoneae | Santalales      | Satalaceae                | 2.Thesium L.                                             | 57        |
| Plantae | Spermatophyta | Angiospermae    | Dicotyledoneae | Santalales      | Loranthaceae              | Loranthus Jacq.                                          | 58        |
| Plantae | Spermatophyta | Angiospermae    | Dicotyledoneae | Santalales      | Loranthaceae              | 2.Viscum L.                                              | 59        |
| Plantae | Spermatophyta | Angiospermae    | Dicotyledoneae | Aristolochiales | Aristolochiaceae          | 1.Asarum L.                                              | 60        |
| Plantae | Spermatophyta | Angiospermae    | Dicotyledoneae | Aristolochiales | Aristolochiaceae          | 2.Aristolochia L.                                        | 61        |
| Plantae | Spermatophyta | Angiospermae    | Dicotyledoneae | Polygonales     | Polygonaceae              | 1.Polygonum L.                                           | 62        |
| Plantae | Spermatophyta | Angiospermae    | Dicotyledoneae | Polygonales     | Polygonaceae              | 2.Bilderdykia Dumort.                                    | 63        |
| Plantae | Spermatophyta | Angiospermae    | Dicotyledoneae | Polygonales     | Polygonaceae              | 3.Fagopyrum Mill.                                        | 64        |
| Plantae | Spermatophyta | Angiospermae    | Dicotyledoneae | Polygonales     | Polygonaceae              | 4.Oxyria Hill                                            | 65        |
| Plantae | Spermatophyta | Angiospermae    | Dicotyledoneae | Polygonales     | Polygonaceae              | 5.Rumex L., Măcriș                                       | 66        |
| Plantae | Spermatophyta | Angiospermae    | Dicotyledoneae | Polygonales     | Polygonaceae              | 6.Rheum L.                                               | 67        |
| Plantae | Spermatophyta | Angiospermae    | Dicotyledoneae | Centrospermae   | Chenopodiaceae            | 1.Polycneum L., Scârțiitoare                             | 68        |
| Plantae | Spermatophyta | Angiospermae    | Dicotyledoneae | Centrospermae   | Chenopodiaceae            | 2.Beta L., Sfeclă                                        | 69        |
| Plantae | Spermatophyta | Angiospermae    | Dicotyledoneae | Centrospermae   | Chenopodiaceae            | 3.Chenopodium L.                                         | 70        |
| Plantae | Spermatophyta | Angiospermae    | Dicotyledoneae | Centrospermae   | Chenopodiaceae            | 4.Spinacia L.                                            | 71        |
| Plantae | Spermatophyta | Angiospermae    | Dicotyledoneae | Centrospermae   | Chenopodiaceae            | 5.Atriplex L.                                            | 72        |
| Plantae | Spermatophyta | Angiospermae    | Dicotyledoneae | Centrospermae   | Chenopodiaceae            | 6.Halimione Allen, Ghirin                                | 73        |
| Plantae | Spermatophyta | Angiospermae    | Dicotyledoneae | Centrospermae   | Chenopodiaceae            | 7.Krascheninnikovia Gauldenst.                           | 74        |
| Plantae | Spermatophyta | Angiospermae    | Dicotyledoneae | Centrospermae   | Chenopodiaceae            | 8.Ceratocarpus L.                                        | 75        |
| Plantae | Spermatophyta | Angiospermae    | Dicotyledoneae | Centrospermae   | Chenopodiaceae            | 9.Camphorosma L.                                         | 76        |
| Plantae | Spermatophyta | Angiospermae    | Dicotyledoneae | Centrospermae   | Chenopodiaceae            | 10.Bassia All.                                           | 77        |
| Plantae | Spermatophyta | Angiospermae    | Dicotyledoneae | Centrospermae   | Chenopodiaceae            | 11.Kokia Roth                                            | 78        |
| Plantae | Spermatophyta | Angiospermae    | Dicotyledoneae | Centrospermae   | Chenopodiaceae            | 12.Corispernum L.                                        | 79        |
| Plantae | Spermatophyta | Angiospermae    | Dicotyledoneae | Centrospermae   | Chenopodiaceae            | 13.Halocnemum Bieb.                                      | 80        |
| Plantae | Spermatophyta | Angiospermae    | Dicotyledoneae | Centrospermae   | Chenopodiaceae            | 14.Salicornia L.                                         | 81        |
| Plantae | Spermatophyta | Angiospermae    | Dicotyledoneae | Centrospermae   | Chenopodiaceae            | 15.Suaeda Forsk.                                         | 82        |
| Plantae | Spermatophyta | Angiospermae    | Dicotyledoneae | Centrospermae   | Chenopodiaceae            | 16.Salsola L., Săricică                                  | 83        |
| Plantae | Spermatophyta | Angiospermae    | Dicotyledoneae | Centrospermae   | Chenopodiaceae            | 17.Petrosimonia Bunge                                    | 84        |
| Plantae | Spermatophyta | Angiospermae    | Dicotyledoneae | Centrospermae   | Amaranthaceae             | 1.Amaranthus L.                                          | 85        |
| Plantae | Spermatophyta | Angiospermae    | Dicotyledoneae | Centrospermae   | Amaranthaceae             | 2.Celosia L.                                             | 86        |
| Plantae | Spermatophyta | Angiospermae    | Dicotyledoneae | Centrospermae   | Phytolaccaceae            | Phytolacca L.                                            | 87        |
| Plantae | Spermatophyta | Angiospermae    | Dicotyledoneae | Centrospermae   | Molluginaceae             | 1.Mollungo L.                                            | 88        |
| Plantae | Spermatophyta | Angiospermae    | Dicotyledoneae | Centrospermae   | Molluginaceae             | 2.Glinus L.                                              | 89        |
| Plantae | Spermatophyta | Angiospermae    | Dicotyledoneae | Centrospermae   | Portulacaceae             | 1.Portulaca L.                                           | 90        |
| Plantae | Spermatophyta | Angiospermae    | Dicotyledoneae | Centrospermae   | Portulacaceae             | 2.Montila L.                                             | 91        |
| Plantae | Spermatophyta | Angiospermae    | Dicotyledoneae | Centrospermae   | Caryophyllaceae           | 1.Arenaria L.                                            | 92        |
| Plantae | Spermatophyta | Angiospermae    | Dicotyledoneae | Centrospermae   | Caryophyllaceae           | 2.Moehringia L.                                          | 93        |
| Plantae | Spermatophyta | Angiospermae    | Dicotyledoneae | Centrospermae   | Caryophyllaceae           | 3.Minuarita Loefl. (in L.)                               | 94        |
| Plantae | Spermatophyta | Angiospermae    | Dicotyledoneae | Centrospermae   | Caryophyllaceae           | 4.Bufonia L.                                             | 95        |
| Plantae | Spermatophyta | Angiospermae    | Dicotyledoneae | Centrospermae   | Caryophyllaceae           | 5.Holosteum L.                                           | 96        |
| Plantae | Spermatophyta | Angiospermae    | Dicotyledoneae | Centrospermae   | Caryophyllaceae           | 6.Stellaria L.                                           | 97        |
| Plantae | Spermatophyta | Angiospermae    | Dicotyledoneae | Centrospermae   | Caryophyllaceae           | 7.Cerastium L.                                           | 98        |
| Plantae | Spermatophyta | Angiospermae    | Dicotyledoneae | Centrospermae   | Caryophyllaceae           | 8.Moenchia Ehrh.                                         | 99        |
| Plantae | Spermatophyta | Angiospermae    | Dicotyledoneae | Centrospermae   | Caryophyllaceae           | 9.Myosoton Moench                                        | 100       |
| Plantae | Spermatophyta | Angiospermae    | Dicotyledoneae | Centrospermae   | Caryophyllaceae           | 10.Sangia L., Grășătoare                                 | 101       |
| Plantae | Spermatophyta | Angiospermae    | Dicotyledoneae | Centrospermae   | Caryophyllaceae           | 11.Scleranthus L.                                        | 102       |
| Plantae | Spermatophyta | Angiospermae    | Dicotyledoneae | Centrospermae   | Caryophyllaceae           | 12.Paronychia Mill.                                      | 103       |
| Plantae | Spermatophyta | Angiospermae    | Dicotyledoneae | Centrospermae   | Caryophyllaceae           | 13.Herniaria L., Feciorică                               | 104       |
| Plantae | Spermatophyta | Angiospermae    | Dicotyledoneae | Centrospermae   | Caryophyllaceae           | 14.Polycarpon Loefl. ex. L.                              | 105       |
| Plantae | Spermatophyta | Angiospermae    | Dicotyledoneae | Centrospermae   | Caryophyllaceae           | 15.Spergula L.                                           | 106       |
| Plantae | Spermatophyta | Angiospermae    | Dicotyledoneae | Centrospermae   | Caryophyllaceae           | 16.Spergularia (Pers.) J. et C. Presl                    | 107       |
| Plantae | Spermatophyta | Angiospermae    | Dicotyledoneae | Centrospermae   | Caryophyllaceae           | 17.Lychnis L.                                            | 108       |
| Plantae | Spermatophyta | Angiospermae    | Dicotyledoneae | Centrospermae   | Caryophyllaceae           | 18.Silene L.                                             | 109       |
| Plantae | Spermatophyta | Angiospermae    | Dicotyledoneae | Centrospermae   | Caryophyllaceae           | 19.Cucubbalus L.                                         | 110       |
| Plantae | Spermatophyta | Angiospermae    | Dicotyledoneae | Centrospermae   | Caryophyllaceae           | 20.Gypsophila L.                                         | 111       |
| Plantae | Spermatophyta | Angiospermae    | Dicotyledoneae | Centrospermae   | Caryophyllaceae           | 21.Saponaria L.                                          | 112       |
| Plantae | Spermatophyta | Angiospermae    | Dicotyledoneae | Centrospermae   | Caryophyllaceae           | 22.Vaccaria Medic.                                       | 113       |
| Plantae | Spermatophyta | Angiospermae    | Dicotyledoneae | Centrospermae   | Caryophyllaceae           | 23.Dianthus L.                                           | 114       |
| Plantae | Spermatophyta | Angiospermae    | Dicotyledoneae | Ranales         | Nympheaceae               | 1.Nymphaea L.                                            | 115       |
| Plantae | Spermatophyta | Angiospermae    | Dicotyledoneae | Ranales         | Nympheaceae               | 2.Nuphar Sm.                                             | 116       |
| Plantae | Spermatophyta | Angiospermae    | Dicotyledoneae | Ranales         | Ceratophyllaceae          | Ceratophillum L.                                         | 117       |
| Plantae | Spermatophyta | Angiospermae    | Dicotyledoneae | Ranales         | Ranunculaceae             | 1. Helleborus L., Spânz                                  | 118       |
| Plantae | Spermatophyta | Angiospermae    | Dicotyledoneae | Ranales         | Ranunculaceae             | 2. Eranthis Salisb.                                      | 119       |
| Plantae | Spermatophyta | Angiospermae    | Dicotyledoneae | Ranales         | Ranunculaceae             | 3. Callianthemum C.A. Mey.                               | 120       |
| Plantae | Spermatophyta | Angiospermae    | Dicotyledoneae | Ranales         | Ranunculaceae             | 4. Nigella L.                                            | 121       |
| Plantae | Spermatophyta | Angiospermae    | Dicotyledoneae | Ranales         | Ranunculaceae             | 5. Trollius L.                                           | 122       |
| Plantae | Spermatophyta | Angiospermae    | Dicotyledoneae | Ranales         | Ranunculaceae             | 6. Isopyrum L.                                           | 123       |
| Plantae | Spermatophyta | Angiospermae    | Dicotyledoneae | Ranales         | Ranunculaceae             | 7. Actea L.                                              | 124       |
| Plantae | Spermatophyta | Angiospermae    | Dicotyledoneae | Ranales         | Ranunculaceae             | 8. Cimicifuga L.                                         | 125       |
| Plantae | Spermatophyta | Angiospermae    | Dicotyledoneae | Ranales         | Ranunculaceae             | 9. Caltha L.                                             | 126       |
| Plantae | Spermatophyta | Angiospermae    | Dicotyledoneae | Ranales         | Ranunculaceae             | 10. Aconitum L., Omag                                    | 127       |
| Plantae | Spermatophyta | Angiospermae    | Dicotyledoneae | Ranales         | Ranunculaceae             | 11. Delphinium L.                                        | 128       |
| Plantae | Spermatophyta | Angiospermae    | Dicotyledoneae | Ranales         | Ranunculaceae             | 12. Consolida (DC.) S. F. Gray                           | 129       |
| Plantae | Spermatophyta | Angiospermae    | Dicotyledoneae | Ranales         | Ranunculaceae             | 13. Anemone L.                                           | 130       |
| Plantae | Spermatophyta | Angiospermae    | Dicotyledoneae | Ranales         | Ranunculaceae             | 14. Hepatica Mill.                                       | 131       |
| Plantae | Spermatophyta | Angiospermae    | Dicotyledoneae | Ranales         | Ranunculaceae             | 15. PulsatillaMill.                                      | 132       |
| Plantae | Spermatophyta | Angiospermae    | Dicotyledoneae | Ranales         | Ranunculaceae             | 16. Clematis L.                                          | 133       |
| Plantae | Spermatophyta | Angiospermae    | Dicotyledoneae | Ranales         | Ranunculaceae             | 17. Adonis L.                                            | 134       |
| Plantae | Spermatophyta | Angiospermae    | Dicotyledoneae | Ranales         | Ranunculaceae             | 18. Ranunculus L.                                        | 135       |
| Plantae | Spermatophyta | Angiospermae    | Dicotyledoneae | Ranales         | Ranunculaceae             | 19. Ceratocephalus Pers.                                 | 136       |
| Plantae | Spermatophyta | Angiospermae    | Dicotyledoneae | Ranales         | Ranunculaceae             | 20. Myosurus L.                                          | 137       |
| Plantae | Spermatophyta | Angiospermae    | Dicotyledoneae | Ranales         | Ranunculaceae             | 21. Aquilegia L.                                         | 138       |
| Plantae | Spermatophyta | Angiospermae    | Dicotyledoneae | Ranales         | Ranunculaceae             | 22. Thalictrum L.                                        | 139       |
| Plantae | Spermatophyta | Angiospermae    | Dicotyledoneae | Ranales         | Ranunculaceae             | 23. Paeonia L.                                           | 140       |
| Plantae | Spermatophyta | Angiospermae    | Dicotyledoneae | Ranales         | Berberidaceae Spach       | 1. Gimnospermum                                          | 141       |
| Plantae | Spermatophyta | Angiospermae    | Dicotyledoneae | Ranales         | Berberidaceae Spach       | 2. Berberis L.                                           | 142       |
| Plantae | Spermatophyta | Angiospermae    | Dicotyledoneae | Ranales         | Berberidaceae Spach       | 3. Mahonia Nutt.                                         | 143       |
| Plantae | Spermatophyta | Angiospermae    | Dicotyledoneae | Rhocadales      | Papaveraceae              | 1. Papaver L.                                            | 144       |
| Plantae | Spermatophyta | Angiospermae    | Dicotyledoneae | Rhocadales      | Papaveraceae              | 2. Glaucium Mill.                                        | 145       |
| Plantae | Spermatophyta | Angiospermae    | Dicotyledoneae | Rhocadales      | Papaveraceae              | 3. Chelidonium L.                                        | 146       |
| Plantae | Spermatophyta | Angiospermae    | Dicotyledoneae | Rhocadales      | Papaveraceae              | 4. Coridales Vwnt.                                       | 147       |
| Plantae | Spermatophyta | Angiospermae    | Dicotyledoneae | Rhocadales      | Papaveraceae              | 5. Fumaria L.                                            | 148       |
| Plantae | Spermatophyta | Angiospermae    | Dicotyledoneae | Rhocadales      | Crucifere (Brassicaceae)  | 1. Sisymbrium L.                                         | 149       |
| Plantae | Spermatophyta | Angiospermae    | Dicotyledoneae | Rhocadales      | Crucifere (Brassicaceae)  | 2.Descuraina Web et Benth.                               | 150       |
| Plantae | Spermatophyta | Angiospermae    | Dicotyledoneae | Rhocadales      | Crucifere (Brassicaceae)  | 3. Alliaria Scop.                                        | 151       |
| Plantae | Spermatophyta | Angiospermae    | Dicotyledoneae | Rhocadales      | Crucifere (Brassicaceae)  | 4. Arabidiopsis (DG.) Heinch.                            | 152       |
| Plantae | Spermatophyta | Angiospermae    | Dicotyledoneae | Rhocadales      | Crucifere (Brassicaceae)  | 5. Myagrum L.                                            | 153       |
| Plantae | Spermatophyta | Angiospermae    | Dicotyledoneae | Rhocadales      | Crucifere (Brassicaceae)  | 6. Isatis L.                                             | 154       |
| Plantae | Spermatophyta | Angiospermae    | Dicotyledoneae | Rhocadales      | Crucifere (Brassicaceae)  | 7. Bunias L.                                             | 155       |
| Plantae | Spermatophyta | Angiospermae    | Dicotyledoneae | Rhocadales      | Crucifere (Brassicaceae)  | 8. Erysium L.                                            | 156       |
| Plantae | Spermatophyta | Angiospermae    | Dicotyledoneae | Rhocadales      | Crucifere (Brassicaceae)  | 9. Sirenia Andrez.                                       | 157       |
| Plantae | Spermatophyta | Angiospermae    | Dicotyledoneae | Rhocadales      | Crucifere (Brassicaceae)  | 10. Hesperis L.                                          | 158       |
| Plantae | Spermatophyta | Angiospermae    | Dicotyledoneae | Rhocadales      | Crucifere (Brassicaceae)  | 11. Cheiranthus L.                                       | 159       |
| Plantae | Spermatophyta | Angiospermae    | Dicotyledoneae | Rhocadales      | Crucifere (Brassicaceae)  | 12. Mathiola R. Br.                                      | 160       |
| Plantae | Spermatophyta | Angiospermae    | Dicotyledoneae | Rhocadales      | Crucifere (Brassicaceae)  | 13. Chorispora R. Br.                                    | 161       |
| Plantae | Spermatophyta | Angiospermae    | Dicotyledoneae | Rhocadales      | Crucifere (Brassicaceae)  | 14. Euclidium R. Br.                                     | 162       |
| Plantae | Spermatophyta | Angiospermae    | Dicotyledoneae | Rhocadales      | Crucifere (Brassicaceae)  | 15. Barbarea L.                                          | 163       |
| Plantae | Spermatophyta | Angiospermae    | Dicotyledoneae | Rhocadales      | Crucifere (Brassicaceae)  | 16. Rorippa Scop                                         | 164       |
| Plantae | Spermatophyta | Angiospermae    | Dicotyledoneae | Rhocadales      | Crucifere (Brassicaceae)  | 17. Armoracia Fabr.                                      | 165       |
| Plantae | Spermatophyta | Angiospermae    | Dicotyledoneae | Rhocadales      | Crucifere (Brassicaceae)  | 18. Naturtium R. Br.                                     | 166       |
| Plantae | Spermatophyta | Angiospermae    | Dicotyledoneae | Rhocadales      | Crucifere (Brassicaceae)  | 19. Cardamine L.                                         | 167       |
| Plantae | Spermatophyta | Angiospermae    | Dicotyledoneae | Rhocadales      | Crucifere (Brassicaceae)  | 20. Cardaminopsis (C. A. Mey.) Hay.                      | 168       |
| Plantae | Spermatophyta | Angiospermae    | Dicotyledoneae | Rhocadales      | Crucifere (Brassicaceae)  | 22. Arabis L.                                            | 169       |
| Plantae | Spermatophyta | Angiospermae    | Dicotyledoneae | Rhocadales      | Crucifere (Brassicaceae)  | 23. Lunaria L.                                           | 170       |
| Plantae | Spermatophyta | Angiospermae    | Dicotyledoneae | Rhocadales      | Crucifere (Brassicaceae)  | 24. Peltaria Jacq.                                       | 171 Verif |
| Plantae | Spermatophyta | Angiospermae    | Dicotyledoneae | Rhocadales      | Crucifere (Brassicaceae)  | 25. Alyssoides Mill.                                     | 172       |
| Plantae | Spermatophyta | Angiospermae    | Dicotyledoneae | Rhocadales      | Crucifere (Brassicaceae)  | 26. Alyssum L.                                           |           |
| Plantae | Spermatophyta | Angiospermae    | Dicotyledoneae | Rhocadales      | Crucifere (Brassicaceae)  | 27. Rerteroa DC                                          |           |
| Plantae | Spermatophyta | Angiospermae    | Dicotyledoneae | Rhocadales      | Crucifere (Brassicaceae)  | 28. Schivereckia Andrz.                                  |           |
| Plantae | Spermatophyta | Angiospermae    | Dicotyledoneae | Rhocadales      | Crucifere (Brassicaceae)  | 29. Draba L.                                             |           |
| Plantae | Spermatophyta | Angiospermae    | Dicotyledoneae | Rhocadales      | Crucifere (Brassicaceae)  | 30. Erophila DC.                                         |           |
| Plantae | Spermatophyta | Angiospermae    | Dicotyledoneae | Rhocadales      | Crucifere (Brassicaceae)  | 31. Petrocallis R. Br.                                   |           |
| Plantae | Spermatophyta | Angiospermae    | Dicotyledoneae | Rhocadales      | Crucifere (Brassicaceae)  | 32. Cochlearia L.                                        |           |
| Plantae | Spermatophyta | Angiospermae    | Dicotyledoneae | Rhocadales      | Crucifere (Brassicaceae)  | 33. Kernera Medic.                                       |           |
| Plantae | Spermatophyta | Angiospermae    | Dicotyledoneae | Rhocadales      | Crucifere (Brassicaceae)  | 34. Camelina Cr.                                         |           |
| Plantae | Spermatophyta | Angiospermae    | Dicotyledoneae | Rhocadales      | Crucifere (Brassicaceae)  | 35. Neslia Desv.                                         |           |
| Plantae | Spermatophyta | Angiospermae    | Dicotyledoneae | Rhocadales      | Crucifere (Brassicaceae)  | 36. Capsella Medic                                       |           |
| Plantae | Spermatophyta | Angiospermae    | Dicotyledoneae | Rhocadales      | Crucifere (Brassicaceae)  | 37. Hutchinsia R. Br.                                    |           |
| Plantae | Spermatophyta | Angiospermae    | Dicotyledoneae | Rhocadales      | Crucifere (Brassicaceae)  | 38. Hornugia Rchb.                                       |           |
| Plantae | Spermatophyta | Angiospermae    | Dicotyledoneae | Rhocadales      | Crucifere (Brassicaceae)  | 39. Teesdalia R. Br.                                     |           |
| Plantae | Spermatophyta | Angiospermae    | Dicotyledoneae | Rhocadales      | Crucifere (Brassicaceae)  | 40. Thlaspi L.                                           |           |
| Plantae | Spermatophyta | Angiospermae    | Dicotyledoneae | Rhocadales      | Crucifere (Brassicaceae)  | 41. Aethionema A. Br.                                    |           |
| Plantae | Spermatophyta | Angiospermae    | Dicotyledoneae | Rhocadales      | Crucifere (Brassicaceae)  | 42. Iberis L.                                            |           |
| Plantae | Spermatophyta | Angiospermae    | Dicotyledoneae | Rhocadales      | Crucifere (Brassicaceae)  | 43. Biscutella L.                                        |           |
| Plantae | Spermatophyta | Angiospermae    | Dicotyledoneae | Rhocadales      | Crucifere (Brassicaceae)  | 44. Lepidium L.                                          |           |
| Plantae | Spermatophyta | Angiospermae    | Dicotyledoneae | Rhocadales      | Crucifere (Brassicaceae)  | 45. Cardaria Desv.                                       |           |
| Plantae | Spermatophyta | Angiospermae    | Dicotyledoneae | Rhocadales      | Crucifere (Brassicaceae)  | 46. Coronopus Hall.                                      |           |
| Plantae | Spermatophyta | Angiospermae    | Dicotyledoneae | Rhocadales      | Crucifere (Brassicaceae)  | 47. Conrigia Adans.                                      |           |
| Plantae | Spermatophyta | Angiospermae    | Dicotyledoneae | Rhocadales      | Crucifere (Brassicaceae)  | 48. Diplotaxis DC.                                       |           |
| Plantae | Spermatophyta | Angiospermae    | Dicotyledoneae | Rhocadales      | Crucifere (Brassicaceae)  | 49. Brassica L.                                          |           |
| Plantae | Spermatophyta | Angiospermae    | Dicotyledoneae | Rhocadales      | Crucifere (Brassicaceae)  | 50. Sinapis L.                                           |           |
| Plantae | Spermatophyta | Angiospermae    | Dicotyledoneae | Rhocadales      | Crucifere (Brassicaceae)  | 51. Eruca Mill.                                          |           |
| Plantae | Spermatophyta | Angiospermae    | Dicotyledoneae | Rhocadales      | Crucifere (Brassicaceae)  | 52. Erucastrum C. Presl.                                 |           |
| Plantae | Spermatophyta | Angiospermae    | Dicotyledoneae | Rhocadales      | Crucifere (Brassicaceae)  | 53. Cakile Mill.                                         |           |
| Plantae | Spermatophyta | Angiospermae    | Dicotyledoneae | Rhocadales      | Crucifere (Brassicaceae)  | 54. Rapistrum Cr.                                        |           |
| Plantae | Spermatophyta | Angiospermae    | Dicotyledoneae | Rhocadales      | Crucifere (Brassicaceae)  | 55. Crambe L.                                            |           |
| Plantae | Spermatophyta | Angiospermae    | Dicotyledoneae | Rhocadales      | Crucifere (Brassicaceae)  | 56. Calepina Adans.                                      |           |
| Plantae | Spermatophyta | Angiospermae    | Dicotyledoneae | Rhocadales      | Crucifere (Brassicaceae)  | 57. Raphanus L.                                          |           |
| Plantae | Spermatophyta | Angiospermae    | Dicotyledoneae | Rhocadales      | Resedaceae                | 1. Reseda L.                                             |           |
| Plantae | Spermatophyta | Angiospermae    | Dicotyledoneae | Sarraceniales   | Droseraceae               | 1. Aldrovanda L.                                         |           |
| Plantae | Spermatophyta | Angiospermae    | Dicotyledoneae | Rosales         | Crassulaceae              | 1. Sempervivum L.                                        |           |
| Plantae | Spermatophyta | Angiospermae    | Dicotyledoneae | Rosales         | Crassulaceae              | 2. Sedum L.                                              |           |
| Plantae | Spermatophyta | Angiospermae    | Dicotyledoneae | Rosales         | Crassulaceae              | 3. Rhodiola L.                                           |           |
| Plantae | Spermatophyta | Angiospermae    | Dicotyledoneae | Rosales         | Saxifragaceae L.          | 1. Saxifraga                                             |           |
| Plantae | Spermatophyta | Angiospermae    | Dicotyledoneae | Rosales         | Saxifragaceae L.          | 2. Chrysosplenium L.                                     |           |
| Plantae | Spermatophyta | Angiospermae    | Dicotyledoneae | Rosales         | Saxifragaceae L.          | 3. Parnassia L.                                          |           |
| Plantae | Spermatophyta | Angiospermae    | Dicotyledoneae | Rosales         | Saxifragaceae L.          | 4. Philadelphus L.                                       |           |
| Plantae | Spermatophyta | Angiospermae    | Dicotyledoneae | Rosales         | Saxifragaceae L.          | 5. Ribes L.                                              |           |
| Plantae | Spermatophyta | Angiospermae    | Dicotyledoneae | Rosales         | Platanaceae               | Platanus                                                 |           |
| Plantae | Spermatophyta | Angiospermae    | Dicotyledoneae | Rosales         | Rosaceae                  | 1. Spiraea                                               |           |
| Plantae | Spermatophyta | Angiospermae    | Dicotyledoneae | Rosales         | Rosaceae                  | 2. Aruncus L.                                            |           |
| Plantae | Spermatophyta | Angiospermae    | Dicotyledoneae | Rosales         | Rosaceae                  | 3. Filipendula Mill.                                     |           |
| Plantae | Spermatophyta | Angiospermae    | Dicotyledoneae | Rosales         | Rosaceae                  | 4. Rubus L.                                              |           |
| Plantae | Spermatophyta | Angiospermae    | Dicotyledoneae | Rosales         | Rosaceae                  | 5. Rosa L., Măceș                                        |           |
| Plantae | Spermatophyta | Angiospermae    | Dicotyledoneae | Rosales         | Rosaceae                  | 6. Agrimonia L.                                          |           |
| Plantae | Spermatophyta | Angiospermae    | Dicotyledoneae | Rosales         | Rosaceae                  | 7. Aremonia Nestler                                      |           |
| Plantae | Spermatophyta | Angiospermae    | Dicotyledoneae | Rosales         | Rosaceae                  | 8. Sanguisorba L.                                        |           |
| Plantae | Spermatophyta | Angiospermae    | Dicotyledoneae | Rosales         | Rosaceae                  | 9. Drzas L.                                              |           |
| Plantae | Spermatophyta | Angiospermae    | Dicotyledoneae | Rosales         | Rosaceae                  | 10. Geum L.                                              |           |
| Plantae | Spermatophyta | Angiospermae    | Dicotyledoneae | Rosales         | Rosaceae                  | 11. Waldsteinia Willd.                                   |           |
| Plantae | Spermatophyta | Angiospermae    | Dicotyledoneae | Rosales         | Rosaceae                  | 12. Potentilla L.                                        |           |
| Plantae | Spermatophyta | Angiospermae    | Dicotyledoneae | Rosales         | Rosaceae                  | 13. Fragaria L.                                          |           |
| Plantae | Spermatophyta | Angiospermae    | Dicotyledoneae | Rosales         | Rosaceae                  | 14. Alchemilla L.                                        |           |
| Plantae | Spermatophyta | Angiospermae    | Dicotyledoneae | Rosales         | Rosaceae                  | 15. Aphanes L.                                           |           |
| Plantae | Spermatophyta | Angiospermae    | Dicotyledoneae | Rosales         | Rosaceae                  | 16. Chaenomeles Lindl                                    |           |
| Plantae | Spermatophyta | Angiospermae    | Dicotyledoneae | Rosales         | Rosaceae                  | 17. Cydonia Mill.                                        |           |
| Plantae | Spermatophyta | Angiospermae    | Dicotyledoneae | Rosales         | Rosaceae                  | 18. Pyrus L.                                             |           |
| Plantae | Spermatophyta | Angiospermae    | Dicotyledoneae | Rosales         | Rosaceae                  | 19. Malus Mill.                                          |           |
| Plantae | Spermatophyta | Angiospermae    | Dicotyledoneae | Rosales         | Rosaceae                  | 20. Sorbus L.                                            |           |
| Plantae | Spermatophyta | Angiospermae    | Dicotyledoneae | Rosales         | Rosaceae                  | 21. Amelanchier Medic.                                   |           |
| Plantae | Spermatophyta | Angiospermae    | Dicotyledoneae | Rosales         | Rosaceae                  | 22. Cotoneaster Medic.                                   |           |
| Plantae | Spermatophyta | Angiospermae    | Dicotyledoneae | Rosales         | Rosaceae                  | 23. Mespilus L.                                          |           |
| Plantae | Spermatophyta | Angiospermae    | Dicotyledoneae | Rosales         | Rosaceae                  | 24. Crataegus L.                                         |           |
| Plantae | Spermatophyta | Angiospermae    | Dicotyledoneae | Rosales         | Rosaceae                  | 25. Prunus L.                                            |           |
| Plantae | Spermatophyta | Angiospermae    | Dicotyledoneae | Fabales         | Leguminosae (Fabaceae)    | 1. Cercis L.                                             |           |
| Plantae | Spermatophyta | Angiospermae    | Dicotyledoneae | Fabales         | Leguminosae (Fabaceae)    | 2. Gleditsia L.                                          |           |
| Plantae | Spermatophyta | Angiospermae    | Dicotyledoneae | Fabales         | Leguminosae (Fabaceae)    | 3. Sophora L.                                            |           |
| Plantae | Spermatophyta | Angiospermae    | Dicotyledoneae | Fabales         | Leguminosae (Fabaceae)    | 4. Laburnum Fabr.                                        |           |
| Plantae | Spermatophyta | Angiospermae    | Dicotyledoneae | Fabales         | Leguminosae (Fabaceae)    | 5. Cytisus L. - Drob.                                    |           |
| Plantae | Spermatophyta | Angiospermae    | Dicotyledoneae | Fabales         | Leguminosae (Fabaceae)    | 6. Genista L.                                            |           |
| Plantae | Spermatophyta | Angiospermae    | Dicotyledoneae | Fabales         | Leguminosae (Fabaceae)    | 7. Spartium L.                                           |           |
| Plantae | Spermatophyta | Angiospermae    | Dicotyledoneae | Fabales         | Leguminosae (Fabaceae)    | 8. Lupinus L. - Lupin Cafeluțe                           |           |
| Plantae | Spermatophyta | Angiospermae    | Dicotyledoneae | Fabales         | Leguminosae (Fabaceae)    | 9. Robinia L.                                            |           |
| Plantae | Spermatophyta | Angiospermae    | Dicotyledoneae | Fabales         | Leguminosae (Fabaceae)    | 10. Wisteria Nutt.                                       |           |
| Plantae | Spermatophyta | Angiospermae    | Dicotyledoneae | Fabales         | Leguminosae (Fabaceae)    | 11. Galega L.                                            |           |
| Plantae | Spermatophyta | Angiospermae    | Dicotyledoneae | Fabales         | Leguminosae (Fabaceae)    | 12. Colutea L.                                           |           |
| Plantae | Spermatophyta | Angiospermae    | Dicotyledoneae | Fabales         | Leguminosae (Fabaceae)    | 13. Caragana Fabr.                                       |           |
| Plantae | Spermatophyta | Angiospermae    | Dicotyledoneae | Fabales         | Leguminosae (Fabaceae)    | 14. Astragalus L.                                        |           |
| Plantae | Spermatophyta | Angiospermae    | Dicotyledoneae | Fabales         | Leguminosae (Fabaceae)    | 15. Oxytropis DC.                                        |           |
| Plantae | Spermatophyta | Angiospermae    | Dicotyledoneae | Fabales         | Leguminosae (Fabaceae)    | 16. Glycyrrhiza L.                                       |           |
| Plantae | Spermatophyta | Angiospermae    | Dicotyledoneae | Fabales         | Leguminosae (Fabaceae)    | 17. Amorpha L.                                           |           |
| Plantae | Spermatophyta | Angiospermae    | Dicotyledoneae | Fabales         | Leguminosae (Fabaceae)    | 18. Psoralea L.                                          |           |
| Plantae | Spermatophyta | Angiospermae    | Dicotyledoneae | Fabales         | Leguminosae (Fabaceae)    | 19. Phaseolus L.                                         |           |
| Plantae | Spermatophyta | Angiospermae    | Dicotyledoneae | Fabales         | Leguminosae (Fabaceae)    | 20. Glycine Willd.                                       |           |
| Plantae | Spermatophyta | Angiospermae    | Dicotyledoneae | Fabales         | Leguminosae (Fabaceae)    | 21. Cicer L.                                             |           |
| Plantae | Spermatophyta | Angiospermae    | Dicotyledoneae | Fabales         | Leguminosae (Fabaceae)    | 22. Vicia L.                                             |           |
| Plantae | Spermatophyta | Angiospermae    | Dicotyledoneae | Fabales         | Leguminosae (Fabaceae)    | 23. Lens Mill.                                           |           |
| Plantae | Spermatophyta | Angiospermae    | Dicotyledoneae | Fabales         | Leguminosae (Fabaceae)    | 24. Lathyrus L.                                          |           |
| Plantae | Spermatophyta | Angiospermae    | Dicotyledoneae | Fabales         | Leguminosae (Fabaceae)    | 25. Pisum L.                                             |           |
| Plantae | Spermatophyta | Angiospermae    | Dicotyledoneae | Fabales         | Leguminosae (Fabaceae)    | 26. Ononis L.                                            |           |
| Plantae | Spermatophyta | Angiospermae    | Dicotyledoneae | Fabales         | Leguminosae (Fabaceae)    | 27. Melilotus Mill.                                      |           |
| Plantae | Spermatophyta | Angiospermae    | Dicotyledoneae | Fabales         | Leguminosae (Fabaceae)    | 28. Trigonnela L.                                        |           |
| Plantae | Spermatophyta | Angiospermae    | Dicotyledoneae | Fabales         | Leguminosae (Fabaceae)    | 29. Medicago L. - Lucernă                                |           |
| Plantae | Spermatophyta | Angiospermae    | Dicotyledoneae | Fabales         | Leguminosae (Fabaceae)    | 30. Trifolium L. - Trifoi                                |           |
| Plantae | Spermatophyta | Angiospermae    | Dicotyledoneae | Fabales         | Leguminosae (Fabaceae)    | 31. Dorycnium Mill.                                      |           |
| Plantae | Spermatophyta | Angiospermae    | Dicotyledoneae | Fabales         | Leguminosae (Fabaceae)    | 32. Lotus L.                                             |           |
| Plantae | Spermatophyta | Angiospermae    | Dicotyledoneae | Fabales         | Leguminosae (Fabaceae)    | 33. Tetraagonolobus Scop.                                |           |
| Plantae | Spermatophyta | Angiospermae    | Dicotyledoneae | Fabales         | Leguminosae (Fabaceae)    | 34. Anthyllis L.                                         |           |
| Plantae | Spermatophyta | Angiospermae    | Dicotyledoneae | Fabales         | Leguminosae (Fabaceae)    | 35. Ornithopus L.                                        |           |
| Plantae | Spermatophyta | Angiospermae    | Dicotyledoneae | Fabales         | Leguminosae (Fabaceae)    | 36. Coronilla L.                                         |           |
| Plantae | Spermatophyta | Angiospermae    | Dicotyledoneae | Fabales         | Leguminosae (Fabaceae)    | 37. Hippocrepis L.                                       |           |
| Plantae | Spermatophyta | Angiospermae    | Dicotyledoneae | Fabales         | Leguminosae (Fabaceae)    | 38. Hedysarum L.                                         |           |
| Plantae | Spermatophyta | Angiospermae    | Dicotyledoneae | Fabales         | Leguminosae (Fabaceae)    | 39. Onobrychis Mill.                                     |           |
| Plantae | Spermatophyta | Angiospermae    | Dicotyledoneae | Geraniales      | Oxalidaceae               | 1. Oxalis L.                                             |           |
| Plantae | Spermatophyta | Angiospermae    | Dicotyledoneae | Geraniales      | Geraniaceae               | 1. Geranium L.                                           |           |
| Plantae | Spermatophyta | Angiospermae    | Dicotyledoneae | Geraniales      | Geraniaceae               | 2. Erodium L'Hér                                         |           |
| Plantae | Spermatophyta | Angiospermae    | Dicotyledoneae | Geraniales      | Tropaeolaceae             | Tropaeolum L.                                            |           |
| Plantae | Spermatophyta | Angiospermae    | Dicotyledoneae | Geraniales      | Zygophyllaceae            | 1. Pegnanum L.                                           |           |
| Plantae | Spermatophyta | Angiospermae    | Dicotyledoneae | Geraniales      | Zygophyllaceae            | 2. Zygophyllum L.                                        |           |
| Plantae | Spermatophyta | Angiospermae    | Dicotyledoneae | Geraniales      | Zygophyllaceae            | 3. Tribulus L.                                           |           |
| Plantae | Spermatophyta | Angiospermae    | Dicotyledoneae | Geraniales      | Zygophyllaceae            | 4. Nitraria L.                                           |           |
| Plantae | Spermatophyta | Angiospermae    | Dicotyledoneae | Geraniales      | Linaceae                  | 1. Linum L.                                              |           |
| Plantae | Spermatophyta | Angiospermae    | Dicotyledoneae | Geraniales      | Linaceae                  | 2. Radiola Hill                                          |           |
| Plantae | Spermatophyta | Angiospermae    | Dicotyledoneae | Geraniales      | Euphorbiaceae             | 1. Mercurialis L.                                        |           |
| Plantae | Spermatophyta | Angiospermae    | Dicotyledoneae | Geraniales      | Euphorbiaceae             | 2. Euphorbia L.                                          |           |
| Plantae | Spermatophyta | Angiospermae    | Dicotyledoneae | Rutales         | Rutaceae                  | 1. Ruta L.                                               |           |
| Plantae | Spermatophyta | Angiospermae    | Dicotyledoneae | Rutales         | Rutaceae                  | 2. Halophyllum A. Juss.                                  |           |
| Plantae | Spermatophyta | Angiospermae    | Dicotyledoneae | Rutales         | Rutaceae                  | 3. Dictamnus L.                                          |           |
| Plantae | Spermatophyta | Angiospermae    | Dicotyledoneae | Rutales         | Simaroubaceae             | Alianthus Desf                                           |           |
| Plantae | Spermatophyta | Angiospermae    | Dicotyledoneae | Rutales         | Poligonaceae              | Polygala L.                                              |           |
| Plantae | Spermatophyta | Angiospermae    | Dicotyledoneae | Sapindales      | Anacardiaceae             | Cotinus Mill.                                            |           |
| Plantae | Spermatophyta | Angiospermae    | Dicotyledoneae | Sapindales      | Hippocastanaceae          | Aesculus L.                                              |           |
| Plantae | Spermatophyta | Angiospermae    | Dicotyledoneae | Sapindales      | Balsaminaceae             | Impatiens L.                                             |           |
| Plantae | Spermatophyta | Angiospermae    | Dicotyledoneae | Sapindales      | Aquifoliaceae             | Ilex L.                                                  |           |
| Plantae | Spermatophyta | Angiospermae    | Dicotyledoneae | Celastrales     | Celastracceae             | Eonimus L.                                               |           |
| Plantae | Spermatophyta | Angiospermae    | Dicotyledoneae | Celastrales     | Staphyleaceae             | Staphylea L.                                             |           |
| Plantae | Spermatophyta | Angiospermae    | Dicotyledoneae | Celastrales     | Buxaceae                  | Buxus L.                                                 |           |
| Plantae | Spermatophyta | Angiospermae    | Dicotyledoneae | Rhamnales       | Rhamnaceae                | 1. Paliurus Mill.                                        |           |
| Plantae | Spermatophyta | Angiospermae    | Dicotyledoneae | Rhamnales       | Rhamnaceae                | 2. Ziziphus Mill.                                        |           |
| Plantae | Spermatophyta | Angiospermae    | Dicotyledoneae | Rhamnales       | Rhamnaceae                | 3. Rhamnus L.                                            |           |
| Plantae | Spermatophyta | Angiospermae    | Dicotyledoneae | Rhamnales       | Rhamnaceae                | 4. Frangula Mill.                                        |           |
| Plantae | Spermatophyta | Angiospermae    | Dicotyledoneae | Malvales        | Tiliaceae                 | 1. Tilia L., Tei                                         |           |
| Plantae | Spermatophyta | Angiospermae    | Dicotyledoneae | Malvales        | Malvaceae                 | 1. Malva L.                                              |           |
| Plantae | Spermatophyta | Angiospermae    | Dicotyledoneae | Malvales        | Malvaceae                 | 2. Lavatera L.                                           |           |
| Plantae | Spermatophyta | Angiospermae    | Dicotyledoneae | Malvales        | Malvaceae                 | 3. Althaea L.                                            |           |
| Plantae | Spermatophyta | Angiospermae    | Dicotyledoneae | Malvales        | Malvaceae                 | 4. Abution Mill.                                         |           |
| Plantae | Spermatophyta | Angiospermae    | Dicotyledoneae | Malvales        | Malvaceae                 | 5. Gossypium L., Bumbac                                  |           |
| Plantae | Spermatophyta | Angiospermae    | Dicotyledoneae | Malvales        | Malvaceae                 | 6. Hibiscus L.                                           |           |
| Plantae | Spermatophyta | Angiospermae    | Dicotyledoneae | Malvales        | Malvaceae                 | 7. Abelmoschus Moench                                    |           |
| Plantae | Spermatophyta | Angiospermae    | Dicotyledoneae | Thymelaeales    | Thymelaeaceae             | 1. Daphne L.                                             |           |
| Plantae | Spermatophyta | Angiospermae    | Dicotyledoneae | Thymelaeales    | Thymelaeaceae             | 2. Thymelaea Mill.                                       |           |
| Plantae | Spermatophyta | Angiospermae    | Dicotyledoneae | Thymelaeales    | Elaeagnaceae              | 1. Hippophae L.                                          |           |
| Plantae | Spermatophyta | Angiospermae    | Dicotyledoneae | Thymelaeales    | Elaeagnaceae              | 2. Elaeagnus L.                                          |           |
| Plantae | Spermatophyta | Angiospermae    | Dicotyledoneae | Gutiferales     | Hypericaceae (Guttiferae) | Hypericum L.                                             |           |
| Plantae | Spermatophyta | Angiospermae    | Dicotyledoneae | Violales        | Violaceae                 | Viola L.                                                 |           |
| Plantae | Spermatophyta | Angiospermae    | Dicotyledoneae | Violales        | Cistaceae                 | 1. Helianthemum Mill.                                    |           |
| Plantae | Spermatophyta | Angiospermae    | Dicotyledoneae | Violales        | Cistaceae                 | 2. Fumana (Dunal) Spach                                  |           |
| Plantae | Spermatophyta | Angiospermae    | Dicotyledoneae | Violales        | Tamaricaceae              | 1. Tamarix L.                                            |           |
| Plantae | Spermatophyta | Angiospermae    | Dicotyledoneae | Violales        | Tamaricaceae              | 2. Miricaria Desv.                                       |           |
| Plantae | Spermatophyta | Angiospermae    | Dicotyledoneae | Violales        | Frankeniaceae             | Frankenia L.                                             |           |
| Plantae | Spermatophyta | Angiospermae    | Dicotyledoneae | Violales        | Elatinaceae               | Elatine L., Piperul apelor                               |           |
| Plantae | Spermatophyta | Angiospermae    | Dicotyledoneae | Cucurbitales    | Cucurbitaceae             | 1. Thladiantha Bunge                                     |           |
| Plantae | Spermatophyta | Angiospermae    | Dicotyledoneae | Cucurbitales    | Cucurbitaceae             | 2. Ecbalium A. Rich.                                     |           |
| Plantae | Spermatophyta | Angiospermae    | Dicotyledoneae | Cucurbitales    | Cucurbitaceae             | 3. Brionia L.                                            |           |
| Plantae | Spermatophyta | Angiospermae    | Dicotyledoneae | Cucurbitales    | Cucurbitaceae             | 4. Citrullus Schrad.                                     |           |
| Plantae | Spermatophyta | Angiospermae    | Dicotyledoneae | Cucurbitales    | Cucurbitaceae             | 5. Cucumis L.                                            |           |
| Plantae | Spermatophyta | Angiospermae    | Dicotyledoneae | Cucurbitales    | Cucurbitaceae             | 6. Cucurbita L., Bostan, Dvleac                          |           |
| Plantae | Spermatophyta | Angiospermae    | Dicotyledoneae | Cucurbitales    | Cucurbitaceae             | 7. Lagenaria Ser.                                        |           |
| Plantae | Spermatophyta | Angiospermae    | Dicotyledoneae | Cucurbitales    | Cucurbitaceae             | 8. Echinocystis Torr. et A. Gary                         |           |
| Plantae | Spermatophyta | Angiospermae    | Dicotyledoneae | Cucurbitales    | Cucurbitaceae             | 9. Sicyos L.                                             |           |
| Plantae | Spermatophyta | Angiospermae    | Dicotyledoneae | Myrtales        | Lythraceae                | 1. Lythrum L.                                            |           |
| Plantae | Spermatophyta | Angiospermae    | Dicotyledoneae | Myrtales        | Lythraceae                | 2. Peplis L.                                             |           |
| Plantae | Spermatophyta | Angiospermae    | Dicotyledoneae | Myrtales        | Lythraceae                | 3. Ammania L.                                            |           |
| Plantae | Spermatophyta | Angiospermae    | Dicotyledoneae | Myrtales        | Trapaceae                 | Trapa L.                                                 |           |
| Plantae | Spermatophyta | Angiospermae    | Dicotyledoneae | Myrtales        | Onagraceae                | 1. Circaea L.                                            |           |
| Plantae | Spermatophyta | Angiospermae    | Dicotyledoneae | Myrtales        | Onagraceae                | 2. Oenothera L.                                          |           |
| Plantae | Spermatophyta | Angiospermae    | Dicotyledoneae | Myrtales        | Onagraceae                | 3. Ludwigia L.                                           |           |
| Plantae | Spermatophyta | Angiospermae    | Dicotyledoneae | Myrtales        | Onagraceae                | 4. Epilobium L.                                          |           |
| Plantae | Spermatophyta | Angiospermae    | Dicotyledoneae | Myrtales        | Haloragaceae              | Myriophyllum L.                                          |           |
| Plantae | Spermatophyta | Angiospermae    | Dicotyledoneae | Myrtales        | Hippuridaceae             | Hippuris L.                                              |           |
| Plantae | Spermatophyta | Angiospermae    | Dicotyledoneae | Umbelliflorae   | Cornaceae                 | Cornus L.                                                |           |
| Plantae | Spermatophyta | Angiospermae    | Dicotyledoneae | Umbelliflorae   | Araliacceae               | Hedera L.                                                |           |
| Plantae | Spermatophyta | Angiospermae    | Dicotyledoneae | Umbelliflorae   | Umbelliferae (Apiaceae)   | 1.Sanicula L.                                            |           |
| Plantae | Spermatophyta | Angiospermae    | Dicotyledoneae | Umbelliflorae   | Umbelliferae (Apiaceae)   | 2. Astrantia L.                                          |           |
| Plantae | Spermatophyta | Angiospermae    | Dicotyledoneae | Umbelliflorae   | Umbelliferae (Apiaceae)   | 3. Eringium L.                                           |           |
| Plantae | Spermatophyta | Angiospermae    | Dicotyledoneae | Umbelliflorae   | Umbelliferae (Apiaceae)   | 4. Echinophora L.                                        |           |
| Plantae | Spermatophyta | Angiospermae    | Dicotyledoneae | Umbelliflorae   | Umbelliferae (Apiaceae)   | 5. Mirrhoides Heistre ex Fabr. (Physocaulis (DC.)Tausch) |           |
| Plantae | Spermatophyta | Angiospermae    | Dicotyledoneae | Umbelliflorae   | Umbelliferae (Apiaceae)   | 6. Chaerophyllum L.                                      |           |
| Plantae | Spermatophyta | Angiospermae    | Dicotyledoneae | Umbelliflorae   | Umbelliferae (Apiaceae)   | 7. Anthriscus Pers.                                      |           |
| Plantae | Spermatophyta | Angiospermae    | Dicotyledoneae | Umbelliflorae   | Umbelliferae (Apiaceae)   | 8. Scandix L.                                            |           |
| Plantae | Spermatophyta | Angiospermae    | Dicotyledoneae | Umbelliflorae   | Umbelliferae (Apiaceae)   | 9. Coriandrum L.                                         |           |
| Plantae | Spermatophyta | Angiospermae    | Dicotyledoneae | Umbelliflorae   | Umbelliferae (Apiaceae)   | 10. Bifora Hoffm.                                        |           |
| Plantae | Spermatophyta | Angiospermae    | Dicotyledoneae | Umbelliflorae   | Umbelliferae (Apiaceae)   | 11. Smyrnium L.                                          |           |
| Plantae | Spermatophyta | Angiospermae    | Dicotyledoneae | Umbelliflorae   | Umbelliferae (Apiaceae)   | 12. Pimpinella L.                                        |           |
| Plantae | Spermatophyta | Angiospermae    | Dicotyledoneae | Umbelliflorae   | Umbelliferae (Apiaceae)   | 13. Aegopodium L.                                        |           |
| Plantae | Spermatophyta | Angiospermae    | Dicotyledoneae | Umbelliflorae   | Umbelliferae (Apiaceae)   | 14. Sium L.                                              |           |
| Plantae | Spermatophyta | Angiospermae    | Dicotyledoneae | Umbelliflorae   | Umbelliferae (Apiaceae)   | 15. BerulaKoch                                           |           |
| Plantae | Spermatophyta | Angiospermae    | Dicotyledoneae | Umbelliflorae   | Umbelliferae (Apiaceae)   | 16. Crithmum L.                                          |           |
| Plantae | Spermatophyta | Angiospermae    | Dicotyledoneae | Umbelliflorae   | Umbelliferae (Apiaceae)   | 17. Seseli L.                                            |           |
| Plantae | Spermatophyta | Angiospermae    | Dicotyledoneae | Umbelliflorae   | Umbelliferae (Apiaceae)   | 18. Oenanthe L.                                          |           |
| Plantae | Spermatophyta | Angiospermae    | Dicotyledoneae | Umbelliflorae   | Umbelliferae (Apiaceae)   | 19. Aethusa L.                                           |           |
| Plantae | Spermatophyta | Angiospermae    | Dicotyledoneae | Umbelliflorae   | Umbelliferae (Apiaceae)   | 20. Athamanta L.                                         |           |
| Plantae | Spermatophyta | Angiospermae    | Dicotyledoneae | Umbelliflorae   | Umbelliferae (Apiaceae)   | 21. Foeniculum Mill.                                     |           |
| Plantae | Spermatophyta | Angiospermae    | Dicotyledoneae | Umbelliflorae   | Umbelliferae (Apiaceae)   | 22. Anethum L.                                           |           |
| Plantae | Spermatophyta | Angiospermae    | Dicotyledoneae | Umbelliflorae   | Umbelliferae (Apiaceae)   | 23. Silaum Mill.                                         |           |
| Plantae | Spermatophyta | Angiospermae    | Dicotyledoneae | Umbelliflorae   | Umbelliferae (Apiaceae)   | 24. Physospermum Cusson                                  |           |
| Plantae | Spermatophyta | Angiospermae    | Dicotyledoneae | Umbelliflorae   | Umbelliferae (Apiaceae)   | 25. Conium L.                                            |           |
| Plantae | Spermatophyta | Angiospermae    | Dicotyledoneae | Umbelliflorae   | Umbelliferae (Apiaceae)   | 26. Pleurospermum Hoffm.                                 |           |
| Plantae | Spermatophyta | Angiospermae    | Dicotyledoneae | Umbelliflorae   | Umbelliferae (Apiaceae)   | 27. Cachrys L.                                           |           |
| Plantae | Spermatophyta | Angiospermae    | Dicotyledoneae | Umbelliflorae   | Umbelliferae (Apiaceae)   | 28. Prangos L.                                           |           |
| Plantae | Spermatophyta | Angiospermae    | Dicotyledoneae | Umbelliflorae   | Umbelliferae (Apiaceae)   | 29. Bupleurum L.                                         |           |
| Plantae | Spermatophyta | Angiospermae    | Dicotyledoneae | Umbelliflorae   | Umbelliferae (Apiaceae)   | 30. Trinia Hofm.                                         |           |
| Plantae | Spermatophyta | Angiospermae    | Dicotyledoneae | Umbelliflorae   | Umbelliferae (Apiaceae)   | 31. Apium L.                                             |           |
| Plantae | Spermatophyta | Angiospermae    | Dicotyledoneae | Umbelliflorae   | Umbelliferae (Apiaceae)   | 32. Petroselinum Hill                                    |           |
| Plantae | Spermatophyta | Angiospermae    | Dicotyledoneae | Umbelliflorae   | Umbelliferae (Apiaceae)   | 33. Sison L.                                             |           |
| Plantae | Spermatophyta | Angiospermae    | Dicotyledoneae | Umbelliflorae   | Umbelliferae (Apiaceae)   | 34. Cicuta L.                                            |           |
| Plantae | Spermatophyta | Angiospermae    | Dicotyledoneae | Umbelliflorae   | Umbelliferae (Apiaceae)   | 35. Falcaria Fabr.                                       |           |
| Plantae | Spermatophyta | Angiospermae    | Dicotyledoneae | Umbelliflorae   | Umbelliferae (Apiaceae)   | 36. Carum L.                                             |           |
| Plantae | Spermatophyta | Angiospermae    | Dicotyledoneae | Umbelliflorae   | Umbelliferae (Apiaceae)   | 37. Cnidium Guss.                                        |           |
| Plantae | Spermatophyta | Angiospermae    | Dicotyledoneae | Umbelliflorae   | Umbelliferae (Apiaceae)   | 38. Selinium L.                                          |           |
| Plantae | Spermatophyta | Angiospermae    | Dicotyledoneae | Umbelliflorae   | Umbelliferae (Apiaceae)   | 39. Ligusticum L.                                        |           |
| Plantae | Spermatophyta | Angiospermae    | Dicotyledoneae | Umbelliflorae   | Umbelliferae (Apiaceae)   | 40. Conioselinum Hoffm.                                  |           |
| Plantae | Spermatophyta | Angiospermae    | Dicotyledoneae | Umbelliflorae   | Umbelliferae (Apiaceae)   | 41. 1Angelica L.                                         |           |
| Plantae | Spermatophyta | Angiospermae    | Dicotyledoneae | Umbelliflorae   | Umbelliferae (Apiaceae)   | 42. Levisticum Mill.                                     |           |
| Plantae | Spermatophyta | Angiospermae    | Dicotyledoneae | Umbelliflorae   | Umbelliferae (Apiaceae)   | 43. Palimbia Bess.                                       |           |
| Plantae | Spermatophyta | Angiospermae    | Dicotyledoneae | Umbelliflorae   | Umbelliferae (Apiaceae)   | 44. Ferula L.                                            |           |
| Plantae | Spermatophyta | Angiospermae    | Dicotyledoneae | Umbelliflorae   | Umbelliferae (Apiaceae)   | 45. Ferulgo Koch                                         |           |
| Plantae | Spermatophyta | Angiospermae    | Dicotyledoneae | Umbelliflorae   | Umbelliferae (Apiaceae)   | 46. Opopanax Koch                                        |           |
| Plantae | Spermatophyta | Angiospermae    | Dicotyledoneae | Umbelliflorae   | Umbelliferae (Apiaceae)   | 47. Peucedanum L.                                        |           |
| Plantae | Spermatophyta | Angiospermae    | Dicotyledoneae | Umbelliflorae   | Umbelliferae (Apiaceae)   | 48. Pastinaca L.                                         |           |
| Plantae | Spermatophyta | Angiospermae    | Dicotyledoneae | Umbelliflorae   | Umbelliferae (Apiaceae)   | 49. Heracleum L.                                         |           |
| Plantae | Spermatophyta | Angiospermae    | Dicotyledoneae | Umbelliflorae   | Umbelliferae (Apiaceae)   | 50. Malabaila Hoffm.                                     |           |
| Plantae | Spermatophyta | Angiospermae    | Dicotyledoneae | Umbelliflorae   | Umbelliferae (Apiaceae)   | 51. Tordylium L.                                         |           |
| Plantae | Spermatophyta | Angiospermae    | Dicotyledoneae | Umbelliflorae   | Umbelliferae (Apiaceae)   | 52. Laser Borch.                                         |           |
| Plantae | Spermatophyta | Angiospermae    | Dicotyledoneae | Umbelliflorae   | Umbelliferae (Apiaceae)   | 53. Laserpitium L.                                       |           |
| Plantae | Spermatophyta | Angiospermae    | Dicotyledoneae | Umbelliflorae   | Umbelliferae (Apiaceae)   | 54. Torilis Adans                                        |           |
| Plantae | Spermatophyta | Angiospermae    | Dicotyledoneae | Umbelliflorae   | Umbelliferae (Apiaceae)   | 55. Astrodaucus Drude                                    |           |
| Plantae | Spermatophyta | Angiospermae    | Dicotyledoneae | Umbelliflorae   | Umbelliferae (Apiaceae)   | 56. Caucalis L.                                          |           |
| Plantae | Spermatophyta | Angiospermae    | Dicotyledoneae | Umbelliflorae   | Umbelliferae (Apiaceae)   | 57. Turgenia Hoffm.                                      |           |
| Plantae | Spermatophyta | Angiospermae    | Dicotyledoneae | Umbelliflorae   | Umbelliferae (Apiaceae)   | 58. Orlaya Hoffm.                                        |           |
| Plantae | Spermatophyta | Angiospermae    | Dicotyledoneae | Umbelliflorae   | Umbelliferae (Apiaceae)   | 59. Daucus L.                                            |           |

###### Ordinele 26-33
| Regn    | Încrengătură  | Subîncrengătură | Clasă          | Ordin                   | Familie                 | Subfamilie     | Gen                                   |
| ------- | ------------- | --------------- | -------------- | ----------------------- | ----------------------- | -------------- | ------------------------------------- |
| Plantae | Spermatophyta | Angiospermae    | Dicotyledoneae | Ericales                | Pyrolaceae              | -              | 1. Chimaphila Pursh                   |
| Plantae | Spermatophyta | Angiospermae    | Dicotyledoneae | Ericales                | Pyrolaceae              | -              | 2. Moneses Salisb.                    |
| Plantae | Spermatophyta | Angiospermae    | Dicotyledoneae | Ericales                | Pyrolaceae              | -              | 3. Orthilia Rafin                     |
| Plantae | Spermatophyta | Angiospermae    | Dicotyledoneae | Ericales                | Pyrolaceae              | -              | 4. Pyrola L.                          |
| Plantae | Spermatophyta | Angiospermae    | Dicotyledoneae | Ericales                | Pyrolaceae              | -              | 5. Monotropha L.                      |
| Plantae | Spermatophyta | Angiospermae    | Dicotyledoneae | Ericales                | Ericaceae               | -              | 1. Rhododendron L.                    |
| Plantae | Spermatophyta | Angiospermae    | Dicotyledoneae | Ericales                | Ericaceae               | -              | 2. Loiseleuria Desv.                  |
| Plantae | Spermatophyta | Angiospermae    | Dicotyledoneae | Ericales                | Ericaceae               | -              | 3. Andromeda L.                       |
| Plantae | Spermatophyta | Angiospermae    | Dicotyledoneae | Ericales                | Ericaceae               | -              | 4. Arctostaphyllos Adans.             |
| Plantae | Spermatophyta | Angiospermae    | Dicotyledoneae | Ericales                | Ericaceae               | -              | 5. Vaccinium L.                       |
| Plantae | Spermatophyta | Angiospermae    | Dicotyledoneae | Ericales                | Ericaceae               | -              | 6. Calluna Salisb.                    |
| Plantae | Spermatophyta | Angiospermae    | Dicotyledoneae | Ericales                | Ericaceae               | -              | 7. Bruckenthalia Rehb.                |
| Plantae | Spermatophyta | Angiospermae    | Dicotyledoneae | Ericales                | Empetraceae             | -              | 1. Empetrum L.                        |
| Plantae | Spermatophyta | Angiospermae    | Dicotyledoneae | Primulales              | Primulaceae             | -              | 1. Primula L.                         |
| Plantae | Spermatophyta | Angiospermae    | Dicotyledoneae | Primulales              | Primulaceae             | -              | 2. Androsace L.                       |
| Plantae | Spermatophyta | Angiospermae    | Dicotyledoneae | Primulales              | Primulaceae             | -              | 3. Cortusa L.                         |
| Plantae | Spermatophyta | Angiospermae    | Dicotyledoneae | Primulales              | Primulaceae             | -              | 4. Soldanella L.                      |
| Plantae | Spermatophyta | Angiospermae    | Dicotyledoneae | Primulales              | Primulaceae             | -              | 5. Cyclamen L.                        |
| Plantae | Spermatophyta | Angiospermae    | Dicotyledoneae | Primulales              | Primulaceae             | -              | 6. Hottonia L.                        |
| Plantae | Spermatophyta | Angiospermae    | Dicotyledoneae | Primulales              | Primulaceae             | -              | 7. Samolus L.                         |
| Plantae | Spermatophyta | Angiospermae    | Dicotyledoneae | Primulales              | Primulaceae             | -              | 8. Lisimachia L.                      |
| Plantae | Spermatophyta | Angiospermae    | Dicotyledoneae | Primulales              | Primulaceae             | -              | 9. Trientalis L.                      |
| Plantae | Spermatophyta | Angiospermae    | Dicotyledoneae | Primulales              | Primulaceae             | -              | 10. Glaux L.                          |
| Plantae | Spermatophyta | Angiospermae    | Dicotyledoneae | Primulales              | Primulaceae             | -              | 11. Anagallis L.                      |
| Plantae | Spermatophyta | Angiospermae    | Dicotyledoneae | Primulales              | Primulaceae             | -              | 12. Centunculus L.                    |
| Plantae | Spermatophyta | Angiospermae    | Dicotyledoneae | Plumbaginella           | Plumbaginaceae          | -              | 1. Plumbago L.                        |
| Plantae | Spermatophyta | Angiospermae    | Dicotyledoneae | Plumbaginella           | Plumbaginaceae          | -              | 2. Limonium Mill.                     |
| Plantae | Spermatophyta | Angiospermae    | Dicotyledoneae | Plumbaginella           | Plumbaginaceae          | -              | 3. Gonioliom Boiss.                   |
| Plantae | Spermatophyta | Angiospermae    | Dicotyledoneae | Plumbaginella           | Plumbaginaceae          | -              | 4. Aarmeria (L.) Wllld.               |
| Plantae | Spermatophyta | Angiospermae    | Dicotyledoneae | Ligustrales             | Oleaceae                | -              | 1. Fraxinus L.                        |
| Plantae | Spermatophyta | Angiospermae    | Dicotyledoneae | Ligustrales             | Oleaceae                | -              | 2. Jasminum L.                        |
| Plantae | Spermatophyta | Angiospermae    | Dicotyledoneae | Ligustrales             | Oleaceae                | -              | 3. Ligustrum L.                       |
| Plantae | Spermatophyta | Angiospermae    | Dicotyledoneae | Ligustrales             | Oleaceae                | -              | 4. Syringa L.                         |
| Plantae | Spermatophyta | Angiospermae    | Dicotyledoneae | Ligustrales             | Oleaceae                | -              | 5. Forsythia Vahl                     |
| Plantae | Spermatophyta | Angiospermae    | Dicotyledoneae | Gentianales (Contortae) | Gentianaceae            | -              | 1. Menyanthes L.                      |
| Plantae | Spermatophyta | Angiospermae    | Dicotyledoneae | Gentianales (Contortae) | Gentianaceae            | -              | 2. Nymphoides Hill                    |
| Plantae | Spermatophyta | Angiospermae    | Dicotyledoneae | Gentianales (Contortae) | Gentianaceae            | -              | 3. Blackstonia Huds.                  |
| Plantae | Spermatophyta | Angiospermae    | Dicotyledoneae | Gentianales (Contortae) | Gentianaceae            | -              | 4. Centaurium Hill                    |
| Plantae | Spermatophyta | Angiospermae    | Dicotyledoneae | Gentianales (Contortae) | Gentianaceae            | -              | 5. Swertia L.                         |
| Plantae | Spermatophyta | Angiospermae    | Dicotyledoneae | Gentianales (Contortae) | Gentianaceae            | -              | 6. Lomatogonium A. Br.                |
| Plantae | Spermatophyta | Angiospermae    | Dicotyledoneae | Gentianales (Contortae) | Gentianaceae            | -              | 7. Gentiana L.                        |
| Plantae | Spermatophyta | Angiospermae    | Dicotyledoneae | Gentianales (Contortae) | Apoeynaceae             | -              | 1. Vinca L., Saschiu                  |
| Plantae | Spermatophyta | Angiospermae    | Dicotyledoneae | Gentianales (Contortae) | Asclepiadacceae         | -              | 1. Periploca L.                       |
| Plantae | Spermatophyta | Angiospermae    | Dicotyledoneae | Gentianales (Contortae) | Asclepiadacceae         | -              | 2. Cynanchum L.                       |
| Plantae | Spermatophyta | Angiospermae    | Dicotyledoneae | Gentianales (Contortae) | Rubiaceae               | -              | 1. Sherardia L.                       |
| Plantae | Spermatophyta | Angiospermae    | Dicotyledoneae | Gentianales (Contortae) | Rubiaceae               | -              | 2. Asperula L.                        |
| Plantae | Spermatophyta | Angiospermae    | Dicotyledoneae | Gentianales (Contortae) | Rubiaceae               | -              | 3. Crucianella L.                     |
| Plantae | Spermatophyta | Angiospermae    | Dicotyledoneae | Gentianales (Contortae) | Rubiaceae               | -              | 4. Cruciata Scop.                     |
| Plantae | Spermatophyta | Angiospermae    | Dicotyledoneae | Gentianales (Contortae) | Rubiaceae               | -              | 5. Galium L.                          |
| Plantae | Spermatophyta | Angiospermae    | Dicotyledoneae | Gentianales (Contortae) | Rubiaceae               | -              | 6. Rubia L.                           |
| Plantae | Spermatophyta | Angiospermae    | Dicotyledoneae | Tubiflorales (Lamiales) | Polemoniaceae           | -              | 1. Polemonium L.                      |
| Plantae | Spermatophyta | Angiospermae    | Dicotyledoneae | Tubiflorales (Lamiales) | Convolvulaceae          | -              | 1. Convolvulus L.                     |
| Plantae | Spermatophyta | Angiospermae    | Dicotyledoneae | Tubiflorales (Lamiales) | Convolvulaceae          | -              | 2. Calystegia R. Br.                  |
| Plantae | Spermatophyta | Angiospermae    | Dicotyledoneae | Tubiflorales (Lamiales) | Cuscutaceae             | -              | 1. Cuscuta L., Torțel                 |
| Plantae | Spermatophyta | Angiospermae    | Dicotyledoneae | Tubiflorales (Lamiales) | Boraginaceae            | -              | 1. Argusia Boehmer                    |
| Plantae | Spermatophyta | Angiospermae    | Dicotyledoneae | Tubiflorales (Lamiales) | Boraginaceae            | -              | 2. Heliotropium L.                    |
| Plantae | Spermatophyta | Angiospermae    | Dicotyledoneae | Tubiflorales (Lamiales) | Boraginaceae            | -              | 3. Onosoma L., Otrățel                |
| Plantae | Spermatophyta | Angiospermae    | Dicotyledoneae | Tubiflorales (Lamiales) | Boraginaceae            | -              | 4. Cerinthe L., Pidosnic              |
| Plantae | Spermatophyta | Angiospermae    | Dicotyledoneae | Tubiflorales (Lamiales) | Boraginaceae            | -              | 5. Echium L.                          |
| Plantae | Spermatophyta | Angiospermae    | Dicotyledoneae | Tubiflorales (Lamiales) | Boraginaceae            | -              | 6. Rochelia Rchb.                     |
| Plantae | Spermatophyta | Angiospermae    | Dicotyledoneae | Tubiflorales (Lamiales) | Boraginaceae            | -              | 7. Lithosphermum L.                   |
| Plantae | Spermatophyta | Angiospermae    | Dicotyledoneae | Tubiflorales (Lamiales) | Boraginaceae            | -              | 8. Myosotis L., Nu-mă-uita            |
| Plantae | Spermatophyta | Angiospermae    | Dicotyledoneae | Tubiflorales (Lamiales) | Boraginaceae            | -              | 9. Asperugo L.                        |
| Plantae | Spermatophyta | Angiospermae    | Dicotyledoneae | Tubiflorales (Lamiales) | Boraginaceae            | -              | 10. Lappula Fabric., Lipici           |
| Plantae | Spermatophyta | Angiospermae    | Dicotyledoneae | Tubiflorales (Lamiales) | Boraginaceae            | -              | 11. Eritrichium Schrad.               |
| Plantae | Spermatophyta | Angiospermae    | Dicotyledoneae | Tubiflorales (Lamiales) | Boraginaceae            | -              | 12. Rindera Pall.                     |
| Plantae | Spermatophyta | Angiospermae    | Dicotyledoneae | Tubiflorales (Lamiales) | Boraginaceae            | -              | 13. Omphalodes Mill.                  |
| Plantae | Spermatophyta | Angiospermae    | Dicotyledoneae | Tubiflorales (Lamiales) | Boraginaceae            | -              | 14. Cynoglossum L., Arariel           |
| Plantae | Spermatophyta | Angiospermae    | Dicotyledoneae | Tubiflorales (Lamiales) | Boraginaceae            | -              | 15. Pulmonaria L., Mierea ursului     |
| Plantae | Spermatophyta | Angiospermae    | Dicotyledoneae | Tubiflorales (Lamiales) | Boraginaceae            | -              | 16. Nonea Medick.                     |
| Plantae | Spermatophyta | Angiospermae    | Dicotyledoneae | Tubiflorales (Lamiales) | Boraginaceae            | -              | 17. Alkanna Tausch                    |
| Plantae | Spermatophyta | Angiospermae    | Dicotyledoneae | Tubiflorales (Lamiales) | Boraginaceae            | -              | 18. Anchusa L., Limba boului          |
| Plantae | Spermatophyta | Angiospermae    | Dicotyledoneae | Tubiflorales (Lamiales) | Boraginaceae            | -              | 19. Lycopsis L.                       |
| Plantae | Spermatophyta | Angiospermae    | Dicotyledoneae | Tubiflorales (Lamiales) | Boraginaceae            | -              | 20. Symphytum L.                      |
| Plantae | Spermatophyta | Angiospermae    | Dicotyledoneae | Tubiflorales (Lamiales) | Boraginaceae            | -              | 21. Borago L.                         |
| Plantae | Spermatophyta | Angiospermae    | Dicotyledoneae | Tubiflorales (Lamiales) | Verbenaceae             | -              | 1. Verbena L.                         |
| Plantae | Spermatophyta | Angiospermae    | Dicotyledoneae | Tubiflorales (Lamiales) | Callitrichaceae         | -              | 1. Callitiche L., Drețe               |
| Plantae | Spermatophyta | Angiospermae    | Dicotyledoneae | Tubiflorales (Lamiales) | Labiatae                | -              | 1. Ajuga L.                           |
| Plantae | Spermatophyta | Angiospermae    | Dicotyledoneae | Tubiflorales (Lamiales) | Labiatae                | -              | 2. Teucrium L.                        |
| Plantae | Spermatophyta | Angiospermae    | Dicotyledoneae | Tubiflorales (Lamiales) | Labiatae                | -              | 3. Scutellaria L.                     |
| Plantae | Spermatophyta | Angiospermae    | Dicotyledoneae | Tubiflorales (Lamiales) | Labiatae                | -              | 4. Marriubrium L.                     |
| Plantae | Spermatophyta | Angiospermae    | Dicotyledoneae | Tubiflorales (Lamiales) | Labiatae                | -              | 5. Sideritis L.                       |
| Plantae | Spermatophyta | Angiospermae    | Dicotyledoneae | Tubiflorales (Lamiales) | Labiatae                | -              | 6. Nepeta L.                          |
| Plantae | Spermatophyta | Angiospermae    | Dicotyledoneae | Tubiflorales (Lamiales) | Labiatae                | -              | 7. Glechoma L.                        |
| Plantae | Spermatophyta | Angiospermae    | Dicotyledoneae | Tubiflorales (Lamiales) | Labiatae                | -              | 8. Dracocephalum L.                   |
| Plantae | Spermatophyta | Angiospermae    | Dicotyledoneae | Tubiflorales (Lamiales) | Labiatae                | -              | 9. Prunella L.                        |
| Plantae | Spermatophyta | Angiospermae    | Dicotyledoneae | Tubiflorales (Lamiales) | Labiatae                | -              | 10. Melittis L.                       |
| Plantae | Spermatophyta | Angiospermae    | Dicotyledoneae | Tubiflorales (Lamiales) | Labiatae                | -              | 11. Phlomis L.                        |
| Plantae | Spermatophyta | Angiospermae    | Dicotyledoneae | Tubiflorales (Lamiales) | Labiatae                | -              | 12. Galeopsis L.                      |
| Plantae | Spermatophyta | Angiospermae    | Dicotyledoneae | Tubiflorales (Lamiales) | Labiatae                | -              | 13. Lamium L.                         |
| Plantae | Spermatophyta | Angiospermae    | Dicotyledoneae | Tubiflorales (Lamiales) | Labiatae                | -              | 14. Ballota L.                        |
| Plantae | Spermatophyta | Angiospermae    | Dicotyledoneae | Tubiflorales (Lamiales) | Labiatae                | -              | 15. Leonurus L.                       |
| Plantae | Spermatophyta | Angiospermae    | Dicotyledoneae | Tubiflorales (Lamiales) | Labiatae                | -              | 16. Betonica L.                       |
| Plantae | Spermatophyta | Angiospermae    | Dicotyledoneae | Tubiflorales (Lamiales) | Labiatae                | -              | 17. Stachys L.                        |
| Plantae | Spermatophyta | Angiospermae    | Dicotyledoneae | Tubiflorales (Lamiales) | Labiatae                | -              | 18. Salvia L.                         |
| Plantae | Spermatophyta | Angiospermae    | Dicotyledoneae | Tubiflorales (Lamiales) | Labiatae                | -              | 19. Ziziphora L.                      |
| Plantae | Spermatophyta | Angiospermae    | Dicotyledoneae | Tubiflorales (Lamiales) | Labiatae                | -              | 20. Mellisa L.                        |
| Plantae | Spermatophyta | Angiospermae    | Dicotyledoneae | Tubiflorales (Lamiales) | Labiatae                | -              | 21. Satureja L.                       |
| Plantae | Spermatophyta | Angiospermae    | Dicotyledoneae | Tubiflorales (Lamiales) | Labiatae                | -              | 22. Calamintha Adans.                 |
| Plantae | Spermatophyta | Angiospermae    | Dicotyledoneae | Tubiflorales (Lamiales) | Labiatae                | -              | 23. Micromeria Benth.                 |
| Plantae | Spermatophyta | Angiospermae    | Dicotyledoneae | Tubiflorales (Lamiales) | Labiatae                | -              | 24. Origanum L.                       |
| Plantae | Spermatophyta | Angiospermae    | Dicotyledoneae | Tubiflorales (Lamiales) | Labiatae                | -              | 25. Thymus L.                         |
| Plantae | Spermatophyta | Angiospermae    | Dicotyledoneae | Tubiflorales (Lamiales) | Labiatae                | -              | 26. Lycopus L., Cervana               |
| Plantae | Spermatophyta | Angiospermae    | Dicotyledoneae | Tubiflorales (Lamiales) | Labiatae                | -              | 27. Mentha L., Izma                   |
| Plantae | Spermatophyta | Angiospermae    | Dicotyledoneae | Tubiflorales (Lamiales) | Labiatae                | -              | 28. Elsholtzia Wild.                  |
| Plantae | Spermatophyta | Angiospermae    | Dicotyledoneae | Tubiflorales (Lamiales) | Solanaceae              | -              | 1. Nicandra Adans.                    |
| Plantae | Spermatophyta | Angiospermae    | Dicotyledoneae | Tubiflorales (Lamiales) | Solanaceae              | -              | 2. Lycium L.                          |
| Plantae | Spermatophyta | Angiospermae    | Dicotyledoneae | Tubiflorales (Lamiales) | Solanaceae              | -              | 3. Atropa L.                          |
| Plantae | Spermatophyta | Angiospermae    | Dicotyledoneae | Tubiflorales (Lamiales) | Solanaceae              | -              | 4. Scopolia Jacq.                     |
| Plantae | Spermatophyta | Angiospermae    | Dicotyledoneae | Tubiflorales (Lamiales) | Solanaceae              | -              | 5. Hyoscyamus L.                      |
| Plantae | Spermatophyta | Angiospermae    | Dicotyledoneae | Tubiflorales (Lamiales) | Solanaceae              | -              | 6. Physals L.                         |
| Plantae | Spermatophyta | Angiospermae    | Dicotyledoneae | Tubiflorales (Lamiales) | Solanaceae              | -              | 7. Solanum L.                         |
| Plantae | Spermatophyta | Angiospermae    | Dicotyledoneae | Tubiflorales (Lamiales) | Solanaceae              | -              | 8. Lycopersicon Mill.                 |
| Plantae | Spermatophyta | Angiospermae    | Dicotyledoneae | Tubiflorales (Lamiales) | Solanaceae              | -              | 10. Capsicum L.                       |
| Plantae | Spermatophyta | Angiospermae    | Dicotyledoneae | Tubiflorales (Lamiales) | Solanaceae              | -              | 11. Nicotina L.                       |
| Plantae | Spermatophyta | Angiospermae    | Dicotyledoneae | Tubiflorales (Lamiales) | Scrophulariaceae        | -              | 1. Verbascum L.                       |
| Plantae | Spermatophyta | Angiospermae    | Dicotyledoneae | Tubiflorales (Lamiales) | Scrophulariaceae        | -              | 2. Kickxia Dum.                       |
| Plantae | Spermatophyta | Angiospermae    | Dicotyledoneae | Tubiflorales (Lamiales) | Scrophulariaceae        | -              | 3. Cymbalaria Hill.                   |
| Plantae | Spermatophyta | Angiospermae    | Dicotyledoneae | Tubiflorales (Lamiales) | Scrophulariaceae        | -              | 4. Chaenorrhinum Lange                |
| Plantae | Spermatophyta | Angiospermae    | Dicotyledoneae | Tubiflorales (Lamiales) | Scrophulariaceae        | -              | 5. Linaria Mill.                      |
| Plantae | Spermatophyta | Angiospermae    | Dicotyledoneae | Tubiflorales (Lamiales) | Scrophulariaceae        | -              | 7. Misopates Rafin.                   |
| Plantae | Spermatophyta | Angiospermae    | Dicotyledoneae | Tubiflorales (Lamiales) | Scrophulariaceae        | -              | 8. Scrophularia L.                    |
| Plantae | Spermatophyta | Angiospermae    | Dicotyledoneae | Tubiflorales (Lamiales) | Scrophulariaceae        | -              | 9. Mimulus L.                         |
| Plantae | Spermatophyta | Angiospermae    | Dicotyledoneae | Tubiflorales (Lamiales) | Scrophulariaceae        | -              | 10. Gratiola L.                       |
| Plantae | Spermatophyta | Angiospermae    | Dicotyledoneae | Tubiflorales (Lamiales) | Scrophulariaceae        | -              | 11. Limosella L.                      |
| Plantae | Spermatophyta | Angiospermae    | Dicotyledoneae | Tubiflorales (Lamiales) | Scrophulariaceae        | -              | 12. Lindernia All.                    |
| Plantae | Spermatophyta | Angiospermae    | Dicotyledoneae | Tubiflorales (Lamiales) | Scrophulariaceae        | -              | 13. Veronica L.                       |
| Plantae | Spermatophyta | Angiospermae    | Dicotyledoneae | Tubiflorales (Lamiales) | Scrophulariaceae        | -              | 14. Digitalis L.                      |
| Plantae | Spermatophyta | Angiospermae    | Dicotyledoneae | Tubiflorales (Lamiales) | Scrophulariaceae        | -              | 15. Melamphyum L.                     |
| Plantae | Spermatophyta | Angiospermae    | Dicotyledoneae | Tubiflorales (Lamiales) | Scrophulariaceae        | -              | 16. Tozzia L.                         |
| Plantae | Spermatophyta | Angiospermae    | Dicotyledoneae | Tubiflorales (Lamiales) | Scrophulariaceae        | -              | 17. Euphrasia L.                      |
| Plantae | Spermatophyta | Angiospermae    | Dicotyledoneae | Tubiflorales (Lamiales) | Scrophulariaceae        | -              | 18. Odontites Zinn.                   |
| Plantae | Spermatophyta | Angiospermae    | Dicotyledoneae | Tubiflorales (Lamiales) | Scrophulariaceae        | -              | 19. Rhinanthus L., Clocotici          |
| Plantae | Spermatophyta | Angiospermae    | Dicotyledoneae | Tubiflorales (Lamiales) | Scrophulariaceae        | -              | 20. Bartsia L.                        |
| Plantae | Spermatophyta | Angiospermae    | Dicotyledoneae | Tubiflorales (Lamiales) | Scrophulariaceae        | -              | 21. Pedicularis L.                    |
| Plantae | Spermatophyta | Angiospermae    | Dicotyledoneae | Tubiflorales (Lamiales) | Scrophulariaceae        | -              | 22. Lathraea L.                       |
| Plantae | Spermatophyta | Angiospermae    | Dicotyledoneae | Tubiflorales (Lamiales) | Globulariaceae          | -              | Globularia L.                         |
| Plantae | Spermatophyta | Angiospermae    | Dicotyledoneae | Tubiflorales (Lamiales) | Bignoniaceae            | -              | Catalpa Scop.                         |
| Plantae | Spermatophyta | Angiospermae    | Dicotyledoneae | Tubiflorales (Lamiales) | Acanthaceae             | -              | Acanthus L.                           |
| Plantae | Spermatophyta | Angiospermae    | Dicotyledoneae | Tubiflorales (Lamiales) | Orobanchaceae           | -              | Orobanche L.                          |
| Plantae | Spermatophyta | Angiospermae    | Dicotyledoneae | Tubiflorales (Lamiales) | Lentibulariaceae        | -              | 1. Pinguicula L., Foaie grasă         |
| Plantae | Spermatophyta | Angiospermae    | Dicotyledoneae | Tubiflorales (Lamiales) | Lentibulariaceae        | -              | 2. Utricularia L., Otrățel de apă     |
| Plantae | Spermatophyta | Angiospermae    | Dicotyledoneae | Tubiflorales (Lamiales) | Plantaginaceae          | -              | 1. Plantago L.                        |
| Plantae | Spermatophyta | Angiospermae    | Dicotyledoneae | Tubiflorales (Lamiales) | Plantaginaceae          | -              | 2. Littorella Bergius                 |
| Plantae | Spermatophyta | Angiospermae    | Dicotyledoneae | Dipsacales              | Capprifoliaceae         | -              | 1. Sambucus L.                        |
| Plantae | Spermatophyta | Angiospermae    | Dicotyledoneae | Dipsacales              | Capprifoliaceae         | -              | 2. Viburnum L.                        |
| Plantae | Spermatophyta | Angiospermae    | Dicotyledoneae | Dipsacales              | Capprifoliaceae         | -              | 3. Symphoricarpos Duhamel             |
| Plantae | Spermatophyta | Angiospermae    | Dicotyledoneae | Dipsacales              | Capprifoliaceae         | -              | 4. Linnaea Gron.                      |
| Plantae | Spermatophyta | Angiospermae    | Dicotyledoneae | Dipsacales              | Capprifoliaceae         | -              | 5. Lonicera L., Caprifoi              |
| Plantae | Spermatophyta | Angiospermae    | Dicotyledoneae | Dipsacales              | Adoxaceae               | -              | Adoxa L.                              |
| Plantae | Spermatophyta | Angiospermae    | Dicotyledoneae | Dipsacales              | Valerianaceae           | -              | 1. Valerianella Moench                |
| Plantae | Spermatophyta | Angiospermae    | Dicotyledoneae | Dipsacales              | Valerianaceae           | -              | 2. Valeriana L.                       |
| Plantae | Spermatophyta | Angiospermae    | Dicotyledoneae | Dipsacales              | Dipsacaceae             | -              | 1. Dipsacus L.                        |
| Plantae | Spermatophyta | Angiospermae    | Dicotyledoneae | Dipsacales              | Dipsacaceae             | -              | 2. Cephalaria Schrad.                 |
| Plantae | Spermatophyta | Angiospermae    | Dicotyledoneae | Dipsacales              | Dipsacaceae             | -              | 3. Knautia L., Mușcatul dracului      |
| Plantae | Spermatophyta | Angiospermae    | Dicotyledoneae | Dipsacales              | Dipsacaceae             | -              | 4. Succisa L.                         |
| Plantae | Spermatophyta | Angiospermae    | Dicotyledoneae | Dipsacales              | Dipsacaceae             | -              | 5. Succisella Beck                    |
| Plantae | Spermatophyta | Angiospermae    | Dicotyledoneae | Dipsacales              | Dipsacaceae             | -              | 6. Scabiosa L.                        |
| Plantae | Spermatophyta | Angiospermae    | Dicotyledoneae | Asterales Synandrae     | Campanulaceaae          | -              | 1. Campanula L.                       |
| Plantae | Spermatophyta | Angiospermae    | Dicotyledoneae | Asterales Synandrae     | Campanulaceaae          | -              | 2. Symphyandra A. Dc.                 |
| Plantae | Spermatophyta | Angiospermae    | Dicotyledoneae | Asterales Synandrae     | Campanulaceaae          | -              | 3. Adenophora Fisch.                  |
| Plantae | Spermatophyta | Angiospermae    | Dicotyledoneae | Asterales Synandrae     | Campanulaceaae          | -              | 4. Leegousia Dur.                     |
| Plantae | Spermatophyta | Angiospermae    | Dicotyledoneae | Asterales Synandrae     | Campanulaceaae          | -              | 5. Asyneuma Gris. et. Sch.            |
| Plantae | Spermatophyta | Angiospermae    | Dicotyledoneae | Asterales Synandrae     | Campanulaceaae          | -              | 6. Phyteuma L.                        |
| Plantae | Spermatophyta | Angiospermae    | Dicotyledoneae | Asterales Synandrae     | Campanulaceaae          | -              | 7. Hedraeanthus (Edrajaanthus) A. Dc. |
| Plantae | Spermatophyta | Angiospermae    | Dicotyledoneae | Asterales Synandrae     | Campanulaceaae          | -              | 8. Jasione L.                         |
| Plantae | Spermatophyta | Angiospermae    | Dicotyledoneae | Asterales Synandrae     | Compositae (Asteraceae) | Tubuliflorales | 1. Eupatorium L.                      |
| Plantae | Spermatophyta | Angiospermae    | Dicotyledoneae | Asterales Synandrae     | Compositae (Asteraceae) | Tubuliflorales | 2. Adenostyles Cass.                  |
| Plantae | Spermatophyta | Angiospermae    | Dicotyledoneae | Asterales Synandrae     | Compositae (Asteraceae) | Tubuliflorales | 3. Solidago L.                        |
| Plantae | Spermatophyta | Angiospermae    | Dicotyledoneae | Asterales Synandrae     | Compositae (Asteraceae) | Tubuliflorales | 4. Bellis L.                          |
| Plantae | Spermatophyta | Angiospermae    | Dicotyledoneae | Asterales Synandrae     | Compositae (Asteraceae) | Tubuliflorales | 5. Aster L.                           |
| Plantae | Spermatophyta | Angiospermae    | Dicotyledoneae | Asterales Synandrae     | Compositae (Asteraceae) | Tubuliflorales | 6. Erigeron L.                        |
| Plantae | Spermatophyta | Angiospermae    | Dicotyledoneae | Asterales Synandrae     | Compositae (Asteraceae) | Tubuliflorales | 7. Micropus L.                        |
| Plantae | Spermatophyta | Angiospermae    | Dicotyledoneae | Asterales Synandrae     | Compositae (Asteraceae) | Tubuliflorales | 8. Filago L.                          |
| Plantae | Spermatophyta | Angiospermae    | Dicotyledoneae | Asterales Synandrae     | Compositae (Asteraceae) | Tubuliflorales | 9. Anntenaria Gaertn.                 |
| Plantae | Spermatophyta | Angiospermae    | Dicotyledoneae | Asterales Synandrae     | Compositae (Asteraceae) | Tubuliflorales | 10. Leontopodium (Pers) R. Br.        |
| Plantae | Spermatophyta | Angiospermae    | Dicotyledoneae | Asterales Synandrae     | Compositae (Asteraceae) | Tubuliflorales | 11. Ganphalium L.                     |
| Plantae | Spermatophyta | Angiospermae    | Dicotyledoneae | Asterales Synandrae     | Compositae (Asteraceae) | Tubuliflorales | 12. Helichrysum Mill.                 |
| Plantae | Spermatophyta | Angiospermae    | Dicotyledoneae | Asterales Synandrae     | Compositae (Asteraceae) | Tubuliflorales | 13. Inula L.                          |
| Plantae | Spermatophyta | Angiospermae    | Dicotyledoneae | Asterales Synandrae     | Compositae (Asteraceae) | Tubuliflorales | 14. Teelchia Baumg                    |
| Plantae | Spermatophyta | Angiospermae    | Dicotyledoneae | Asterales Synandrae     | Compositae (Asteraceae) | Tubuliflorales | 15. Pulicaria Gaertn.                 |
| Plantae | Spermatophyta | Angiospermae    | Dicotyledoneae | Asterales Synandrae     | Compositae (Asteraceae) | Tubuliflorales | 16. Carpesium L.                      |
| Plantae | Spermatophyta | Angiospermae    | Dicotyledoneae | Asterales Synandrae     | Compositae (Asteraceae) | Tubuliflorales | 17. Ambrosia L.                       |
| Plantae | Spermatophyta | Angiospermae    | Dicotyledoneae | Asterales Synandrae     | Compositae (Asteraceae) | Tubuliflorales | 18. Iva L.                            |
| Plantae | Spermatophyta | Angiospermae    | Dicotyledoneae | Asterales Synandrae     | Compositae (Asteraceae) | Tubuliflorales | 19. Sigesbechia L.                    |
| Plantae | Spermatophyta | Angiospermae    | Dicotyledoneae | Asterales Synandrae     | Compositae (Asteraceae) | Tubuliflorales | 20. Xanthium L.                       |
| Plantae | Spermatophyta | Angiospermae    | Dicotyledoneae | Asterales Synandrae     | Compositae (Asteraceae) | Tubuliflorales | 21. Rudbeckia L.                      |
| Plantae | Spermatophyta | Angiospermae    | Dicotyledoneae | Asterales Synandrae     | Compositae (Asteraceae) | Tubuliflorales | 22. Helianthus L.                     |
| Plantae | Spermatophyta | Angiospermae    | Dicotyledoneae | Asterales Synandrae     | Compositae (Asteraceae) | Tubuliflorales | 23. Bidnes L.                         |
| Plantae | Spermatophyta | Angiospermae    | Dicotyledoneae | Asterales Synandrae     | Compositae (Asteraceae) | Tubuliflorales | 24. Galinsoga Ruiz et Pavon           |
| Plantae | Spermatophyta | Angiospermae    | Dicotyledoneae | Asterales Synandrae     | Compositae (Asteraceae) | Tubuliflorales | 25. Anthemis L.                       |
| Plantae | Spermatophyta | Angiospermae    | Dicotyledoneae | Asterales Synandrae     | Compositae (Asteraceae) | Tubuliflorales | 26. Achillea L.                       |
| Plantae | Spermatophyta | Angiospermae    | Dicotyledoneae | Asterales Synandrae     | Compositae (Asteraceae) | Tubuliflorales | 27. Matricaria L.                     |
| Plantae | Spermatophyta | Angiospermae    | Dicotyledoneae | Asterales Synandrae     | Compositae (Asteraceae) | Tubuliflorales | 28. Trpleurospermum Schultz-Bip.      |
| Plantae | Spermatophyta | Angiospermae    | Dicotyledoneae | Asterales Synandrae     | Compositae (Asteraceae) | Tubuliflorales | 29. Tanacetum L.                      |
| Plantae | Spermatophyta | Angiospermae    | Dicotyledoneae | Asterales Synandrae     | Compositae (Asteraceae) | Tubuliflorales | 30. Chrysanthemum L.                  |
| Plantae | Spermatophyta | Angiospermae    | Dicotyledoneae | Asterales Synandrae     | Compositae (Asteraceae) | Tubuliflorales | 31. Artemisia L., Pelin               |
| Plantae | Spermatophyta | Angiospermae    | Dicotyledoneae | Asterales Synandrae     | Compositae (Asteraceae) | Tubuliflorales | 32. Tusilago L.                       |
| Plantae | Spermatophyta | Angiospermae    | Dicotyledoneae | Asterales Synandrae     | Compositae (Asteraceae) | Tubuliflorales | 33. Petasites L.                      |
| Plantae | Spermatophyta | Angiospermae    | Dicotyledoneae | Asterales Synandrae     | Compositae (Asteraceae) | Tubuliflorales | 34. Homogyne Cass.                    |
| Plantae | Spermatophyta | Angiospermae    | Dicotyledoneae | Asterales Synandrae     | Compositae (Asteraceae) | Tubuliflorales | 35. Erechtites Raf.                   |
| Plantae | Spermatophyta | Angiospermae    | Dicotyledoneae | Asterales Synandrae     | Compositae (Asteraceae) | Tubuliflorales | 36. Arnica L.                         |
| Plantae | Spermatophyta | Angiospermae    | Dicotyledoneae | Asterales Synandrae     | Compositae (Asteraceae) | Tubuliflorales | 37. Doronicum L.                      |
| Plantae | Spermatophyta | Angiospermae    | Dicotyledoneae | Asterales Synandrae     | Compositae (Asteraceae) | Tubuliflorales | 38. Senecio L.                        |
| Plantae | Spermatophyta | Angiospermae    | Dicotyledoneae | Asterales Synandrae     | Compositae (Asteraceae) | Tubuliflorales | 39. Ligularia Cass.                   |
| Plantae | Spermatophyta | Angiospermae    | Dicotyledoneae | Asterales Synandrae     | Compositae (Asteraceae) | Tubuliflorales | 40. Calendula L., Filimica            |
| Plantae | Spermatophyta | Angiospermae    | Dicotyledoneae | Asterales Synandrae     | Compositae (Asteraceae) | Tubuliflorales | 41. Echinops L.                       |
| Plantae | Spermatophyta | Angiospermae    | Dicotyledoneae | Asterales Synandrae     | Compositae (Asteraceae) | Tubuliflorales | 42. Xeranthemum L.                    |
| Plantae | Spermatophyta | Angiospermae    | Dicotyledoneae | Asterales Synandrae     | Compositae (Asteraceae) | Tubuliflorales | 43. Carlina L.                        |
| Plantae | Spermatophyta | Angiospermae    | Dicotyledoneae | Asterales Synandrae     | Compositae (Asteraceae) | Tubuliflorales | 44. Arctium L., Btustur               |
| Plantae | Spermatophyta | Angiospermae    | Dicotyledoneae | Asterales Synandrae     | Compositae (Asteraceae) | Tubuliflorales | 45. Saussurea DC.                     |
| Plantae | Spermatophyta | Angiospermae    | Dicotyledoneae | Asterales Synandrae     | Compositae (Asteraceae) | Tubuliflorales | 46. Jurinea L.                        |
| Plantae | Spermatophyta | Angiospermae    | Dicotyledoneae | Asterales Synandrae     | Compositae (Asteraceae) | Tubuliflorales | 47. Carduus L.                        |
| Plantae | Spermatophyta | Angiospermae    | Dicotyledoneae | Asterales Synandrae     | Compositae (Asteraceae) | Tubuliflorales | 48. Cirsium Mill.                     |
| Plantae | Spermatophyta | Angiospermae    | Dicotyledoneae | Asterales Synandrae     | Compositae (Asteraceae) | Tubuliflorales | 49. Onopordon L.                      |
| Plantae | Spermatophyta | Angiospermae    | Dicotyledoneae | Asterales Synandrae     | Compositae (Asteraceae) | Tubuliflorales | 50. Crupina Cass.                     |
| Plantae | Spermatophyta | Angiospermae    | Dicotyledoneae | Asterales Synandrae     | Compositae (Asteraceae) | Tubuliflorales | 51. Serratula L.                      |
| Plantae | Spermatophyta | Angiospermae    | Dicotyledoneae | Asterales Synandrae     | Compositae (Asteraceae) | Tubuliflorales | 52. Centaurea L.                      |
| Plantae | Spermatophyta | Angiospermae    | Dicotyledoneae | Asterales Synandrae     | Compositae (Asteraceae) | Tubuliflorales | 53. Leuzea DC.                        |
| Plantae | Spermatophyta | Angiospermae    | Dicotyledoneae | Asterales Synandrae     | Compositae (Asteraceae) | Tubuliflorales | 54. Carthamus L.                      |
| Plantae | Spermatophyta | Angiospermae    | Dicotyledoneae | Asterales Synandrae     | Compositae (Asteraceae) | Liguliflorae   | 55. Scolymus L.                       |
| Plantae | Spermatophyta | Angiospermae    | Dicotyledoneae | Asterales Synandrae     | Compositae (Asteraceae) | Liguliflorae   | 56. Cichorium L.                      |
| Plantae | Spermatophyta | Angiospermae    | Dicotyledoneae | Asterales Synandrae     | Compositae (Asteraceae) | Liguliflorae   | 57. Lapsana L.                        |
| Plantae | Spermatophyta | Angiospermae    | Dicotyledoneae | Asterales Synandrae     | Compositae (Asteraceae) | Liguliflorae   | 58. Aposeris Neck.                    |
| Plantae | Spermatophyta | Angiospermae    | Dicotyledoneae | Asterales Synandrae     | Compositae (Asteraceae) | Liguliflorae   | 59. Hypochoeris L.                    |
| Plantae | Spermatophyta | Angiospermae    | Dicotyledoneae | Asterales Synandrae     | Compositae (Asteraceae) | Liguliflorae   | 60. Leontodon L.                      |
| Plantae | Spermatophyta | Angiospermae    | Dicotyledoneae | Asterales Synandrae     | Compositae (Asteraceae) | Liguliflorae   | 61. Picris L.                         |
| Plantae | Spermatophyta | Angiospermae    | Dicotyledoneae | Asterales Synandrae     | Compositae (Asteraceae) | Liguliflorae   | 62. Tragopogon L.                     |
| Plantae | Spermatophyta | Angiospermae    | Dicotyledoneae | Asterales Synandrae     | Compositae (Asteraceae) | Liguliflorae   | 63. Scorzonera L.                     |
| Plantae | Spermatophyta | Angiospermae    | Dicotyledoneae | Asterales Synandrae     | Compositae (Asteraceae) | Liguliflorae   | 64. Podospermum DC.                   |
| Plantae | Spermatophyta | Angiospermae    | Dicotyledoneae | Asterales Synandrae     | Compositae (Asteraceae) | Liguliflorae   | 65. Lagoseris Bieb.                   |
| Plantae | Spermatophyta | Angiospermae    | Dicotyledoneae | Asterales Synandrae     | Compositae (Asteraceae) | Liguliflorae   | 66. Chondrilla L.                     |
| Plantae | Spermatophyta | Angiospermae    | Dicotyledoneae | Asterales Synandrae     | Compositae (Asteraceae) | Liguliflorae   | 67. Taraxacum L. - Păpădie            |
| Plantae | Spermatophyta | Angiospermae    | Dicotyledoneae | Asterales Synandrae     | Compositae (Asteraceae) | Liguliflorae   | 68. Cicerbita Wallr.                  |
| Plantae | Spermatophyta | Angiospermae    | Dicotyledoneae | Asterales Synandrae     | Compositae (Asteraceae) | Liguliflorae   | 69. Sonchus L. - Susai                |
| Plantae | Spermatophyta | Angiospermae    | Dicotyledoneae | Asterales Synandrae     | Compositae (Asteraceae) | Liguliflorae   | 70. Mycelis Cass.                     |
| Plantae | Spermatophyta | Angiospermae    | Dicotyledoneae | Asterales Synandrae     | Compositae (Asteraceae) | Liguliflorae   | 71. Lactuca L.                        |
| Plantae | Spermatophyta | Angiospermae    | Dicotyledoneae | Asterales Synandrae     | Compositae (Asteraceae) | Liguliflorae   | 72. Crepis L.                         |
| Plantae | Spermatophyta | Angiospermae    | Dicotyledoneae | Asterales Synandrae     | Compositae (Asteraceae) | Liguliflorae   | 73. Prenanthes L.                     |
| Plantae | Spermatophyta | Angiospermae    | Dicotyledoneae | Asterales Synandrae     | Compositae (Asteraceae) | Liguliflorae   | 74. Hiperacium L.                     |

##### Clasa Monocotyledonatae
| Regn    | Încrengătură  | Subîncrengătură | Clasă             | Ordin          | Familie              | Subfamilie | Gen                                                                 |
| ------- | ------------- | --------------- | ----------------- | -------------- | -------------------- | ---------- | ------------------------------------------------------------------- |
| Plantae | Spermatophyta | Angiospermae    | Monocotyledonatae | Helebiales     | Alismataceae         | -          | 1. Alisma L.                                                        |
| Plantae | Spermatophyta | Angiospermae    | Monocotyledonatae | Helebiales     | Alismataceae         | -          | 2. Caldesia Parl                                                    |
| Plantae | Spermatophyta | Angiospermae    | Monocotyledonatae | Helebiales     | Alismataceae         | -          | 3. Sagittaria L.                                                    |
| Plantae | Spermatophyta | Angiospermae    | Monocotyledonatae | Helebiales     | Butomaceae           | -          | Butomus L.                                                          |
| Plantae | Spermatophyta | Angiospermae    | Monocotyledonatae | Helebiales     | Hydroecharitaceae    | -          | 1. Vallisneria L.                                                   |
| Plantae | Spermatophyta | Angiospermae    | Monocotyledonatae | Helebiales     | Hydroecharitaceae    | -          | 2. Elodea L. C. Rich.                                               |
| Plantae | Spermatophyta | Angiospermae    | Monocotyledonatae | Helebiales     | Hydroecharitaceae    | -          | 3. Stratiotes L.                                                    |
| Plantae | Spermatophyta | Angiospermae    | Monocotyledonatae | Helebiales     | Hydroecharitaceae    | -          | 4. Hydrocharis L.                                                   |
| Plantae | Spermatophyta | Angiospermae    | Monocotyledonatae | Helebiales     | Juncaginaceae        | -          | Triglochin L.                                                       |
| Plantae | Spermatophyta | Angiospermae    | Monocotyledonatae | Helebiales     | Scheuchzeria         | -          | Scheuchzeria L.                                                     |
| Plantae | Spermatophyta | Angiospermae    | Monocotyledonatae | Helebiales     | Potamogetonaceae     | -          | 1. Potamogeton L. - Broscariță                                      |
| Plantae | Spermatophyta | Angiospermae    | Monocotyledonatae | Helebiales     | Potamogetonaceae     | -          | 2. Groenlandia J. Gay                                               |
| Plantae | Spermatophyta | Angiospermae    | Monocotyledonatae | Helebiales     | Potamogetonaceae     | -          | 3. Ruppia L.                                                        |
| Plantae | Spermatophyta | Angiospermae    | Monocotyledonatae | Helebiales     | Zosteraceae          | -          | Zostera L.                                                          |
| Plantae | Spermatophyta | Angiospermae    | Monocotyledonatae | Helebiales     | Zannichelliaceae     | -          | Zannichellia L.                                                     |
| Plantae | Spermatophyta | Angiospermae    | Monocotyledonatae | Helebiales     | Najadaceae           | -          | Najas L.                                                            |
| Plantae | Spermatophyta | Angiospermae    | Monocotyledonatae | Pandanales     | Typhaceae            | -          | Typha L. - Papură                                                   |
| Plantae | Spermatophyta | Angiospermae    | Monocotyledonatae | Pandanales     | Spargniaceae         | -          | Sparganium L.                                                       |
| Plantae | Spermatophyta | Angiospermae    | Monocotyledonatae | Liliiflorales  | Liliaceae            | -          | 1. Tofieldia Huds.                                                  |
| Plantae | Spermatophyta | Angiospermae    | Monocotyledonatae | Liliiflorales  | Liliaceae            | -          | 2. Bulbocodium L.                                                   |
| Plantae | Spermatophyta | Angiospermae    | Monocotyledonatae | Liliiflorales  | Liliaceae            | -          | 3. Colchicum L.                                                     |
| Plantae | Spermatophyta | Angiospermae    | Monocotyledonatae | Liliiflorales  | Liliaceae            | -          | 4. Merendera Ramound                                                |
| Plantae | Spermatophyta | Angiospermae    | Monocotyledonatae | Liliiflorales  | Liliaceae            | -          | 5. Veratrum L.                                                      |
| Plantae | Spermatophyta | Angiospermae    | Monocotyledonatae | Liliiflorales  | Liliaceae            | -          | 6. Asphodeline Rchb.                                                |
| Plantae | Spermatophyta | Angiospermae    | Monocotyledonatae | Liliiflorales  | Liliaceae            | -          | 7. Anthericum L.                                                    |
| Plantae | Spermatophyta | Angiospermae    | Monocotyledonatae | Liliiflorales  | Liliaceae            | -          | 8. Gagea Salisb.                                                    |
| Plantae | Spermatophyta | Angiospermae    | Monocotyledonatae | Liliiflorales  | Liliaceae            | -          | 9. Hemerocallis L. - Crin galben                                    |
| Plantae | Spermatophyta | Angiospermae    | Monocotyledonatae | Liliiflorales  | Liliaceae            | -          | 10. Lloydia Salisb.                                                 |
| Plantae | Spermatophyta | Angiospermae    | Monocotyledonatae | Liliiflorales  | Liliaceae            | -          | 11. Allium L.                                                       |
| Plantae | Spermatophyta | Angiospermae    | Monocotyledonatae | Liliiflorales  | Liliaceae            | -          | 12. Nectaroscordum Lindl.                                           |
| Plantae | Spermatophyta | Angiospermae    | Monocotyledonatae | Liliiflorales  | Liliaceae            | -          | 13. Lilium L. - Crin                                                |
| Plantae | Spermatophyta | Angiospermae    | Monocotyledonatae | Liliiflorales  | Liliaceae            | -          | 14. Hyacinthella Schur                                              |
| Plantae | Spermatophyta | Angiospermae    | Monocotyledonatae | Liliiflorales  | Liliaceae            | -          | 15. Bellevalia Lapeyr.                                              |
| Plantae | Spermatophyta | Angiospermae    | Monocotyledonatae | Liliiflorales  | Liliaceae            | -          | 16. Fritillaria L. - Bibilică                                       |
| Plantae | Spermatophyta | Angiospermae    | Monocotyledonatae | Liliiflorales  | Liliaceae            | -          | 17. Tulipa L. - Lalea                                               |
| Plantae | Spermatophyta | Angiospermae    | Monocotyledonatae | Liliiflorales  | Liliaceae            | -          | 18. Erythronium L.                                                  |
| Plantae | Spermatophyta | Angiospermae    | Monocotyledonatae | Liliiflorales  | Liliaceae            | -          | 19. Scilla L.                                                       |
| Plantae | Spermatophyta | Angiospermae    | Monocotyledonatae | Liliiflorales  | Liliaceae            | -          | 20. Ornithogalum L.                                                 |
| Plantae | Spermatophyta | Angiospermae    | Monocotyledonatae | Liliiflorales  | Liliaceae            | -          | 21. Muscari Mill.                                                   |
| Plantae | Spermatophyta | Angiospermae    | Monocotyledonatae | Liliiflorales  | Liliaceae            | -          | 22. Asparagus L.                                                    |
| Plantae | Spermatophyta | Angiospermae    | Monocotyledonatae | Liliiflorales  | Liliaceae            | -          | 23. Ruscus L.                                                       |
| Plantae | Spermatophyta | Angiospermae    | Monocotyledonatae | Liliiflorales  | Liliaceae            | -          | 24. Maianthemum Web.                                                |
| Plantae | Spermatophyta | Angiospermae    | Monocotyledonatae | Liliiflorales  | Liliaceae            | -          | 25. Polygonatum Adans. - Coada cocoșului                            |
| Plantae | Spermatophyta | Angiospermae    | Monocotyledonatae | Liliiflorales  | Liliaceae            | -          | 26. Streptopus L. C. Rich.                                          |
| Plantae | Spermatophyta | Angiospermae    | Monocotyledonatae | Liliiflorales  | Liliaceae            | -          | 27. Concallaria L.                                                  |
| Plantae | Spermatophyta | Angiospermae    | Monocotyledonatae | Liliiflorales  | Liliaceae            | -          | 28. Paris L.                                                        |
| Plantae | Spermatophyta | Angiospermae    | Monocotyledonatae | Liliiflorales  | Amaryllidaceae       | -          | 1. Galanthus L. - Ghioccel                                          |
| Plantae | Spermatophyta | Angiospermae    | Monocotyledonatae | Liliiflorales  | Amaryllidaceae       | -          | 2. Leucojum L.                                                      |
| Plantae | Spermatophyta | Angiospermae    | Monocotyledonatae | Liliiflorales  | Amaryllidaceae       | -          | 3. Sternbergia W. et K.                                             |
| Plantae | Spermatophyta | Angiospermae    | Monocotyledonatae | Liliiflorales  | Amaryllidaceae       | -          | 4. Narcissus L.                                                     |
| Plantae | Spermatophyta | Angiospermae    | Monocotyledonatae | Liliiflorales  | Dioscoreaceae        | -          | Tamus L.                                                            |
| Plantae | Spermatophyta | Angiospermae    | Monocotyledonatae | Liliiflorales  | Iridaceae            | -          | 1. Crocus L.                                                        |
| Plantae | Spermatophyta | Angiospermae    | Monocotyledonatae | Liliiflorales  | Iridaceae            | -          | 2. Sisyrinchium L.                                                  |
| Plantae | Spermatophyta | Angiospermae    | Monocotyledonatae | Liliiflorales  | Iridaceae            | -          | 3. Iris L.                                                          |
| Plantae | Spermatophyta | Angiospermae    | Monocotyledonatae | Liliiflorales  | Iridaceae            | -          | 4. Gladiolus L.                                                     |
| Plantae | Spermatophyta | Angiospermae    | Monocotyledonatae | Liliiflorales  | Juncaceae            | -          | 1. Juncus L.                                                        |
| Plantae | Spermatophyta | Angiospermae    | Monocotyledonatae | Liliiflorales  | Juncaceae            | -          | 2. Lezula DC.                                                       |
| Plantae | Spermatophyta | Angiospermae    | Monocotyledonatae | Cyperales      | Cyperaceae           | -          | 1. Cyperus L.                                                       |
| Plantae | Spermatophyta | Angiospermae    | Monocotyledonatae | Cyperales      | Cyperaceae           | -          | 2. Fimbristylis Vahl                                                |
| Plantae | Spermatophyta | Angiospermae    | Monocotyledonatae | Cyperales      | Cyperaceae           | -          | 3. Eriophorum L. - Bumbăcariță                                      |
| Plantae | Spermatophyta | Angiospermae    | Monocotyledonatae | Cyperales      | Cyperaceae           | -          | 4. Eleocharis (Heleocharis) R. Br. - Pipiriguț                      |
| Plantae | Spermatophyta | Angiospermae    | Monocotyledonatae | Cyperales      | Cyperaceae           | -          | 5. Schoenoplectus (Rehb.) Palla                                     |
| Plantae | Spermatophyta | Angiospermae    | Monocotyledonatae | Cyperales      | Cyperaceae           | -          | 6. Isolepis R. Br.                                                  |
| Plantae | Spermatophyta | Angiospermae    | Monocotyledonatae | Cyperales      | Cyperaceae           | -          | 7. Holoschoenus Link                                                |
| Plantae | Spermatophyta | Angiospermae    | Monocotyledonatae | Cyperales      | Cyperaceae           | -          | 8. Bolboschoenus (Aschers) Palla                                    |
| Plantae | Spermatophyta | Angiospermae    | Monocotyledonatae | Cyperales      | Cyperaceae           | -          | 9. Scirpus L.                                                       |
| Plantae | Spermatophyta | Angiospermae    | Monocotyledonatae | Cyperales      | Cyperaceae           | -          | 10. Blysmus Panzer                                                  |
| Plantae | Spermatophyta | Angiospermae    | Monocotyledonatae | Cyperales      | Cyperaceae           | -          | 11. Schoenus L.                                                     |
| Plantae | Spermatophyta | Angiospermae    | Monocotyledonatae | Cyperales      | Cyperaceae           | -          | 12. Cladium P. Browne                                               |
| Plantae | Spermatophyta | Angiospermae    | Monocotyledonatae | Cyperales      | Cyperaceae           | -          | 13. Rhynchospora Vahl                                               |
| Plantae | Spermatophyta | Angiospermae    | Monocotyledonatae | Cyperales      | Cyperaceae           | -          | 14. Kobresia Willd                                                  |
| Plantae | Spermatophyta | Angiospermae    | Monocotyledonatae | Cyperales      | Cyperaceae           | -          | 15. Elyna Schrad.                                                   |
| Plantae | Spermatophyta | Angiospermae    | Monocotyledonatae | Cyperales      | Cyperaceae           | -          | 16. Carex L. - Rogoz                                                |
| Plantae | Spermatophyta | Angiospermae    | Monocotyledonatae | Graminales     | Graminaceae(Poaceae) | -          | 1. Zea L.                                                           |
| Plantae | Spermatophyta | Angiospermae    | Monocotyledonatae | Graminales     | Graminaceae(Poaceae) | -          | 2. Botriochloa O. Ktze.                                             |
| Plantae | Spermatophyta | Angiospermae    | Monocotyledonatae | Graminales     | Graminaceae(Poaceae) | -          | 3. Chrysopogon Trin.                                                |
| Plantae | Spermatophyta | Angiospermae    | Monocotyledonatae | Graminales     | Graminaceae(Poaceae) | -          | 4. Sorghum Moench                                                   |
| Plantae | Spermatophyta | Angiospermae    | Monocotyledonatae | Graminales     | Graminaceae(Poaceae) | -          | 5. Erianthus L. C. Rich.                                            |
| Plantae | Spermatophyta | Angiospermae    | Monocotyledonatae | Graminales     | Graminaceae(Poaceae) | -          | 6. Tragus Hall.                                                     |
| Plantae | Spermatophyta | Angiospermae    | Monocotyledonatae | Graminales     | Graminaceae(Poaceae) | -          | 7. Panicum L.                                                       |
| Plantae | Spermatophyta | Angiospermae    | Monocotyledonatae | Graminales     | Graminaceae(Poaceae) | -          | 8. Echinochloa P. Beauv.                                            |
| Plantae | Spermatophyta | Angiospermae    | Monocotyledonatae | Graminales     | Graminaceae(Poaceae) | -          | 9. Digitaria Fabr.                                                  |
| Plantae | Spermatophyta | Angiospermae    | Monocotyledonatae | Graminales     | Graminaceae(Poaceae) | -          | 10. Setaria P. Beauv                                                |
| Plantae | Spermatophyta | Angiospermae    | Monocotyledonatae | Graminales     | Graminaceae(Poaceae) | -          | 11. Leersia Sw.                                                     |
| Plantae | Spermatophyta | Angiospermae    | Monocotyledonatae | Graminales     | Graminaceae(Poaceae) | -          | 12. Oryza L.                                                        |
| Plantae | Spermatophyta | Angiospermae    | Monocotyledonatae | Graminales     | Graminaceae(Poaceae) | -          | 13. Phalaris L.                                                     |
| Plantae | Spermatophyta | Angiospermae    | Monocotyledonatae | Graminales     | Graminaceae(Poaceae) | -          | 14. Typhoides Moench                                                |
| Plantae | Spermatophyta | Angiospermae    | Monocotyledonatae | Graminales     | Graminaceae(Poaceae) | -          | 15. Anthoxanthum L.                                                 |
| Plantae | Spermatophyta | Angiospermae    | Monocotyledonatae | Graminales     | Graminaceae(Poaceae) | -          | 16. Hierochloe R. Br. - Iarba Sfintei Mării                         |
| Plantae | Spermatophyta | Angiospermae    | Monocotyledonatae | Graminales     | Graminaceae(Poaceae) | -          | 17. Stipa L.                                                        |
| Plantae | Spermatophyta | Angiospermae    | Monocotyledonatae | Graminales     | Graminaceae(Poaceae) | -          | 18. Aristella Bertol.                                               |
| Plantae | Spermatophyta | Angiospermae    | Monocotyledonatae | Graminales     | Graminaceae(Poaceae) | -          | 19. Acnatherum P. Beauv.                                            |
| Plantae | Spermatophyta | Angiospermae    | Monocotyledonatae | Graminales     | Graminaceae(Poaceae) | -          | 20. Milium L.                                                       |
| Plantae | Spermatophyta | Angiospermae    | Monocotyledonatae | Graminales     | Graminaceae(Poaceae) | -          | 21. Oryzopsis L. C. Rich.                                           |
| Plantae | Spermatophyta | Angiospermae    | Monocotyledonatae | Graminales     | Graminaceae(Poaceae) | -          | 22. Phleum L.                                                       |
| Plantae | Spermatophyta | Angiospermae    | Monocotyledonatae | Graminales     | Graminaceae(Poaceae) | -          | 23. Alopecurus L.                                                   |
| Plantae | Spermatophyta | Angiospermae    | Monocotyledonatae | Graminales     | Graminaceae(Poaceae) | -          | 24. Crypsis W. Ait.                                                 |
| Plantae | Spermatophyta | Angiospermae    | Monocotyledonatae | Graminales     | Graminaceae(Poaceae) | -          | 25. Heleochloa Host                                                 |
| Plantae | Spermatophyta | Angiospermae    | Monocotyledonatae | Graminales     | Graminaceae(Poaceae) | -          | 26. Polypogon Desf.                                                 |
| Plantae | Spermatophyta | Angiospermae    | Monocotyledonatae | Graminales     | Graminaceae(Poaceae) | -          | 27. Gastridium P. Beauv.                                            |
| Plantae | Spermatophyta | Angiospermae    | Monocotyledonatae | Graminales     | Graminaceae(Poaceae) | -          | 28. Sporobolus R. Br.                                               |
| Plantae | Spermatophyta | Angiospermae    | Monocotyledonatae | Graminales     | Graminaceae(Poaceae) | -          | 29. Agrostis L.                                                     |
| Plantae | Spermatophyta | Angiospermae    | Monocotyledonatae | Graminales     | Graminaceae(Poaceae) | -          | 30. Apera Adans.                                                    |
| Plantae | Spermatophyta | Angiospermae    | Monocotyledonatae | Graminales     | Graminaceae(Poaceae) | -          | 31. Calamagrostis Adans.                                            |
| Plantae | Spermatophyta | Angiospermae    | Monocotyledonatae | Graminales     | Graminaceae(Poaceae) | -          | 32. Ammophila Host                                                  |
| Plantae | Spermatophyta | Angiospermae    | Monocotyledonatae | Graminales     | Graminaceae(Poaceae) | -          | 33. Holcus L.                                                       |
| Plantae | Spermatophyta | Angiospermae    | Monocotyledonatae | Graminales     | Graminaceae(Poaceae) | -          | 34. Aira L.                                                         |
| Plantae | Spermatophyta | Angiospermae    | Monocotyledonatae | Graminales     | Graminaceae(Poaceae) | -          | 35. Corynephorus P. Beauv.                                          |
| Plantae | Spermatophyta | Angiospermae    | Monocotyledonatae | Graminales     | Graminaceae(Poaceae) | -          | 36. Deschampsia P. Beauv.                                           |
| Plantae | Spermatophyta | Angiospermae    | Monocotyledonatae | Graminales     | Graminaceae(Poaceae) | -          | 37. Trisetum Pers.                                                  |
| Plantae | Spermatophyta | Angiospermae    | Monocotyledonatae | Graminales     | Graminaceae(Poaceae) | -          | 38. Ventenata Koel.                                                 |
| Plantae | Spermatophyta | Angiospermae    | Monocotyledonatae | Graminales     | Graminaceae(Poaceae) | -          | 39. Arrhenatherum P. Beauv.                                         |
| Plantae | Spermatophyta | Angiospermae    | Monocotyledonatae | Graminales     | Graminaceae(Poaceae) | -          | 40. Helictotrichon Bess. (Avenastrum Jessen p.p., Avenochloa Holub) |
| Plantae | Spermatophyta | Angiospermae    | Monocotyledonatae | Graminales     | Graminaceae(Poaceae) | -          | 41. Avena L.                                                        |
| Plantae | Spermatophyta | Angiospermae    | Monocotyledonatae | Graminales     | Graminaceae(Poaceae) | -          | 42. Danthonia DC.                                                   |
| Plantae | Spermatophyta | Angiospermae    | Monocotyledonatae | Graminales     | Graminaceae(Poaceae) | -          | 43. Sieglingia Bernh.                                               |
| Plantae | Spermatophyta | Angiospermae    | Monocotyledonatae | Graminales     | Graminaceae(Poaceae) | -          | 44. Sesleria Scop.                                                  |
| Plantae | Spermatophyta | Angiospermae    | Monocotyledonatae | Graminales     | Graminaceae(Poaceae) | -          | 45. Oreochloa Link                                                  |
| Plantae | Spermatophyta | Angiospermae    | Monocotyledonatae | Graminales     | Graminaceae(Poaceae) | -          | 46. Phragmites Adans.                                               |
| Plantae | Spermatophyta | Angiospermae    | Monocotyledonatae | Graminales     | Graminaceae(Poaceae) | -          | 47. Molinia Schrank                                                 |
| Plantae | Spermatophyta | Angiospermae    | Monocotyledonatae | Graminales     | Graminaceae(Poaceae) | -          | 48. Cleistogenes Kegn                                               |
| Plantae | Spermatophyta | Angiospermae    | Monocotyledonatae | Graminales     | Graminaceae(Poaceae) | -          | 49. Eragrostis P. Beauv.                                            |
| Plantae | Spermatophyta | Angiospermae    | Monocotyledonatae | Graminales     | Graminaceae(Poaceae) | -          | 50. Koeleria Pers.                                                  |
| Plantae | Spermatophyta | Angiospermae    | Monocotyledonatae | Graminales     | Graminaceae(Poaceae) | -          | 51. Catabrosa P. Beauv.                                             |
| Plantae | Spermatophyta | Angiospermae    | Monocotyledonatae | Graminales     | Graminaceae(Poaceae) | -          | 52. Melica L.                                                       |
| Plantae | Spermatophyta | Angiospermae    | Monocotyledonatae | Graminales     | Graminaceae(Poaceae) | -          | 53. Briza L.                                                        |
| Plantae | Spermatophyta | Angiospermae    | Monocotyledonatae | Graminales     | Graminaceae(Poaceae) | -          | 54. Dactylis L.                                                     |
| Plantae | Spermatophyta | Angiospermae    | Monocotyledonatae | Graminales     | Graminaceae(Poaceae) | -          | 55. Aeluropus Trin.                                                 |
| Plantae | Spermatophyta | Angiospermae    | Monocotyledonatae | Graminales     | Graminaceae(Poaceae) | -          | 56. Cynosurus L.                                                    |
| Plantae | Spermatophyta | Angiospermae    | Monocotyledonatae | Graminales     | Graminaceae(Poaceae) | -          | 57. Sclerochloa P. Beauv.                                           |
| Plantae | Spermatophyta | Angiospermae    | Monocotyledonatae | Graminales     | Graminaceae(Poaceae) | -          | 58. Poa L.                                                          |
| Plantae | Spermatophyta | Angiospermae    | Monocotyledonatae | Graminales     | Graminaceae(Poaceae) | -          | 59. Glyceria R. Br.                                                 |
| Plantae | Spermatophyta | Angiospermae    | Monocotyledonatae | Graminales     | Graminaceae(Poaceae) | -          | 60. Puccinelia Parl                                                 |
| Plantae | Spermatophyta | Angiospermae    | Monocotyledonatae | Graminales     | Graminaceae(Poaceae) | -          | 61. Festuca L.                                                      |
| Plantae | Spermatophyta | Angiospermae    | Monocotyledonatae | Graminales     | Graminaceae(Poaceae) | -          | 62. Vulpia K. C. Gmel.                                              |
| Plantae | Spermatophyta | Angiospermae    | Monocotyledonatae | Graminales     | Graminaceae(Poaceae) | -          | 63. Bromus L.                                                       |
| Plantae | Spermatophyta | Angiospermae    | Monocotyledonatae | Graminales     | Graminaceae(Poaceae) | -          | 64. Brachypodium P. Beauv. - Obsigă                                 |
| Plantae | Spermatophyta | Angiospermae    | Monocotyledonatae | Graminales     | Graminaceae(Poaceae) | -          | 65. Cynodon L. C. Rich.                                             |
| Plantae | Spermatophyta | Angiospermae    | Monocotyledonatae | Graminales     | Graminaceae(Poaceae) | -          | 66. Beckmannia Host                                                 |
| Plantae | Spermatophyta | Angiospermae    | Monocotyledonatae | Graminales     | Graminaceae(Poaceae) | -          | 67. Nardus L.                                                       |
| Plantae | Spermatophyta | Angiospermae    | Monocotyledonatae | Graminales     | Graminaceae(Poaceae) | -          | 68. Lolium L.                                                       |
| Plantae | Spermatophyta | Angiospermae    | Monocotyledonatae | Graminales     | Graminaceae(Poaceae) | -          | 69. Pholiurus Trin.                                                 |
| Plantae | Spermatophyta | Angiospermae    | Monocotyledonatae | Graminales     | Graminaceae(Poaceae) | -          | 70. Psilurus Trin.                                                  |
| Plantae | Spermatophyta | Angiospermae    | Monocotyledonatae | Graminales     | Graminaceae(Poaceae) | -          | 71. Agropyron Gaertn.                                               |
| Plantae | Spermatophyta | Angiospermae    | Monocotyledonatae | Graminales     | Graminaceae(Poaceae) | -          | 73. Triticum L.                                                     |
| Plantae | Spermatophyta | Angiospermae    | Monocotyledonatae | Graminales     | Graminaceae(Poaceae) | -          | 74. Dasypyrum (Coss. et Dur.) Borb. (Haynaldia Schur non Schulze)   |
| Plantae | Spermatophyta | Angiospermae    | Monocotyledonatae | Graminales     | Graminaceae(Poaceae) | -          | 75. Secale L. - Secară                                              |
| Plantae | Spermatophyta | Angiospermae    | Monocotyledonatae | Graminales     | Graminaceae(Poaceae) | -          | 76. Hordeum L.                                                      |
| Plantae | Spermatophyta | Angiospermae    | Monocotyledonatae | Graminales     | Graminaceae(Poaceae) | -          | 77. Hordelymus (Jessen) Harz (încl. Taeniatherum Nevski)            |
| Plantae | Spermatophyta | Angiospermae    | Monocotyledonatae | Graminales     | Graminaceae(Poaceae) | -          | 78. Elymus L.                                                       |
| Plantae | Spermatophyta | Angiospermae    | Monocotyledonatae | Gynandrales    | Orchidaceae          | -          | 1. Cipripedium L.                                                   |
| Plantae | Spermatophyta | Angiospermae    | Monocotyledonatae | Gynandrales    | Orchidaceae          | -          | 2. Cephalanthera L. C. Rich.                                        |
| Plantae | Spermatophyta | Angiospermae    | Monocotyledonatae | Gynandrales    | Orchidaceae          | -          | 3. Epipactis Zinn. - Mșăștiniță                                     |
| Plantae | Spermatophyta | Angiospermae    | Monocotyledonatae | Gynandrales    | Orchidaceae          | -          | 4. Limodorum Rich.                                                  |
| Plantae | Spermatophyta | Angiospermae    | Monocotyledonatae | Gynandrales    | Orchidaceae          | -          | 5. Listera R. Br.                                                   |
| Plantae | Spermatophyta | Angiospermae    | Monocotyledonatae | Gynandrales    | Orchidaceae          | -          | 6. Neottia Sw.                                                      |
| Plantae | Spermatophyta | Angiospermae    | Monocotyledonatae | Gynandrales    | Orchidaceae          | -          | 7. Spiranthes L. C. Rich                                            |
| Plantae | Spermatophyta | Angiospermae    | Monocotyledonatae | Gynandrales    | Orchidaceae          | -          | 8. Goodyera R. Br.                                                  |
| Plantae | Spermatophyta | Angiospermae    | Monocotyledonatae | Gynandrales    | Orchidaceae          | -          | 9. Epipogium R. Br.                                                 |
| Plantae | Spermatophyta | Angiospermae    | Monocotyledonatae | Gynandrales    | Orchidaceae          | -          | 10. Platanthera L. C. Rich.                                         |
| Plantae | Spermatophyta | Angiospermae    | Monocotyledonatae | Gynandrales    | Orchidaceae          | -          | 11. Coeloglossum Hartm.                                             |
| Plantae | Spermatophyta | Angiospermae    | Monocotyledonatae | Gynandrales    | Orchidaceae          | -          | 12. Gymnadenia R. Br. - Ură                                         |
| Plantae | Spermatophyta | Angiospermae    | Monocotyledonatae | Gynandrales    | Orchidaceae          | -          | 13. Leucorchis E. Mayer                                             |
| Plantae | Spermatophyta | Angiospermae    | Monocotyledonatae | Gynandrales    | Orchidaceae          | -          | 14. Nigritelia L. C. Rich. - Sângele Voinicului                     |
| Plantae | Spermatophyta | Angiospermae    | Monocotyledonatae | Gynandrales    | Orchidaceae          | -          | 15. Chamorchis L. C. Rich.                                          |
| Plantae | Spermatophyta | Angiospermae    | Monocotyledonatae | Gynandrales    | Orchidaceae          | -          | 16. Herminium R. Br.                                                |
| Plantae | Spermatophyta | Angiospermae    | Monocotyledonatae | Gynandrales    | Orchidaceae          | -          | 17. Ophrys L.                                                       |
| Plantae | Spermatophyta | Angiospermae    | Monocotyledonatae | Gynandrales    | Orchidaceae          | -          | 18. Anacamptis L. C. Rich                                           |
| Plantae | Spermatophyta | Angiospermae    | Monocotyledonatae | Gynandrales    | Orchidaceae          | -          | 19. Traunsteinera Rchb. f.                                          |
| Plantae | Spermatophyta | Angiospermae    | Monocotyledonatae | Gynandrales    | Orchidaceae          | -          | 20. Orchis L. - Poroinis                                            |
| Plantae | Spermatophyta | Angiospermae    | Monocotyledonatae | Gynandrales    | Orchidaceae          | -          | 21. Dactylorhiza Necker ex Nesvki                                   |
| Plantae | Spermatophyta | Angiospermae    | Monocotyledonatae | Gynandrales    | Orchidaceae          | -          | 22. Himantoglossum Sperg.                                           |
| Plantae | Spermatophyta | Angiospermae    | Monocotyledonatae | Gynandrales    | Orchidaceae          | -          | 23. Malaxis Soland.                                                 |
| Plantae | Spermatophyta | Angiospermae    | Monocotyledonatae | Gynandrales    | Orchidaceae          | -          | 24. Hammarbya O. Kitze.                                             |
| Plantae | Spermatophyta | Angiospermae    | Monocotyledonatae | Gynandrales    | Orchidaceae          | -          | 25. Liparis L. C. Rich.                                             |
| Plantae | Spermatophyta | Angiospermae    | Monocotyledonatae | Gynandrales    | Orchidaceae          | -          | 26. Corallorhiza Chatelain                                          |
| Plantae | Spermatophyta | Angiospermae    | Monocotyledonatae | Spathiflorales | Araceae              | -          | 1. Acorus L.                                                        |
| Plantae | Spermatophyta | Angiospermae    | Monocotyledonatae | Spathiflorales | Araceae              | -          | 2. Calla L.                                                         |
| Plantae | Spermatophyta | Angiospermae    | Monocotyledonatae | Spathiflorales | Araceae              | -          | 3. Arum L. - Rodul pământului                                       |
| Plantae | Spermatophyta | Angiospermae    | Monocotyledonatae | Spathiflorales | Lemnaceae            | -          | 1. Lemna L. - Lintiță                                               |
| Plantae | Spermatophyta | Angiospermae    | Monocotyledonatae | Spathiflorales | Lemnaceae            | -          | 2. Spirodela Schleiden                                              |
| Plantae | Spermatophyta | Angiospermae    | Monocotyledonatae | Spathiflorales | Lemnaceae            | -          | 3. Wolffia Horkel                                                   |